# Пољска у Другом светском рату
Историја Пољске у Другом светском рату обухвата период од инвазије нацистичке Немачке и Совјетског Савеза до завршетка Другог светског рата. Након немачко-совјетског споразума о ненападању, Пољску је 1. септембра 1939. године напала нацистичка Немачка а Совјетски Савез 17. септембра. Кампање су се завршиле почетком октобра када су Немачка и Совјетски Савез поделили и анексирали целу Пољску. Након напада сила Осовине на Совјетски Савез у лето 1941. године, целу Пољску је окупирала Немачка. Током ових окупација, Пољаци су претрпели огромне људске и материјалне губитке. Према проценама Института народног сећања око 5,6 милиона Пољака је настрадало од немачке окупације а око 150.000 их је умрло од совјетске окупације. Немци су издвајали Јевреје за брзо и потпуно уништење а око 90% пољских Јевреја (близу три милиона људи) је убијено као део холокауста. Јевреји, Пољаци, Роми и затвореници многих других националности су масовно убијани у нацистичким логорима смрти, као што су Аушвиц, Треблинка и Собибор. Етнички Пољаци су били подвргнути и немачком и совјетском прогону. Немци су убили око два милиона етничких Пољака. Имали су планове да преосталу већину Пољака претворе у робовске раднике и убију оне за које сматрају да су „непожељни“ као део ширег Генералплан Ост-а. Етничко чишћење и бројни масакри над Пољацима и у мањој мери Украјинаца су почињени у западној Украјини (предратни Пољски Креси всходње) почев од 1943. Пољаке су убијали украјински националисти.
У септембру 1939. године, пољски владини званичници потражили су уточиште у Румунији, али је њихово касније интернирање спречило планирани наставак рада у иностранству као владе Пољске. Генерал Валадислав Сикорски, бивши премијер, стигао је у Француску, где је убрзо формирана пољска влада у егзилу. Након пораза Француске, влада је евакуисана у Британији. Пољске оружане снаге су реконституисане и бориле су се заједно са западним савезницима у Француској, Британији и другим државама. Покрет отпора је почео да се организује у Пољској 1939. године, убрзо након инвазије. Његова највећа војна компонента била је део мреже организација и активности Пољске подземне државе и постала је позната као Армија Крајова. Целокупну тајну структуру формално је водила влада у егзилу преко своје делегације која је боравила у Пољској. Било је и сељачких, десничарских, левичарских, јеврејских и совјетских партизанских организација. Међу пропалим антифашистичким устанцима били су Устанак у Варшавском гету и Варшавски устанак. Циљ Варшавског устанка био је да спречи доминацију Пољске од стране Совјетског Савеза.
Да би сарађивали са Совјетским Савезом, након Операције Барбароса важног ратног савезника Запада, Сикорски је преговарао у Москви са Јосифом Стаљином, и они су се сложили да формирају пољску војску у Совјетском Савезу, чији је циљ био да се бори на Источном фронту заједно са Совјетима. Међутим, пољска „Андерсова војска“ је одведена на Средњи исток а затим у Италију. Даљи напори за наставак пољско-совјетске сарадње су пропали због неслагања око граница, откривања Катињског масакра над пољским ратним заробљеницима који су починили Совјети, и смрти генерала Сироског. Након тога, у процесу који су многи Пољаци видели као западњачку издају, пољска влада у егзилу је постепено престала да буде признати партнер у савезничкој коалицији.
Стаљин је водио стратегију олакшавања формирања пољске владе, која ће бити независна од егзилске владе у Лондону, подржавањем пољских комуниста. Међу пољским комунистичким организацијама установљеним током рата биле су Пољска радничка партија у окупираној Пољској и Савез пољских патриота у Москви. У Совјетском Савезу формирана је нова пољска војска која се борила заједно са Совјетима. Истовремено, Стаљин је радио на сарадњи са западним савезницима (Сједињене Америчке Државе на челу са председником Френклином Д. Рузвелтом и Уједињено Краљевство на челу са премијером Винстоном Черчилом), који су, у смислу практичне примене, одговарали Стаљиновим ставовима о пољским границама и будућој влади. Судбина Пољске утврђена је у низу преговора који су укључивали конференције у Техерану, Јалти, и Потсдаму. Године 1944. пољска влада у егзилу одобрила је подземљу у Пољској да предузме једностране политичке и војне акције усмерене на успостављање независне пољске власти, али су њихови напори осујећени од стране Совјета. Пољски комунисти су 1943/1944. основали Државно национално веће у окупираној Варшави и Пољски одбор за национално ослобођење у јулу 1944. године у Лублину, након доласка Совјетске армије. Совјетски Савез је задржао источну половину предратне Пољске, дајући Пољској уместо тога већи јужни део анексиране Источне Пруске и проширујући земљу западно на линији Одра-Ниса, на рачун Немачке.

## Период пре рата

### Наоружање и прве анексије
Након смрти Јозефа Пилсудског у 1935. години, Санациона влада његових политичких следбеника, заједно са председником Игнацијом Мошћицким, започела је војну реформу и поновно наоружавање пољске војске у условима промене политичке климе у Европи. Делимично захваљујући финансијском зајму од Француске, нови Централни индустријски регион Пољске учествовао је у пројекту од 1936. године у покушају да достигне напредни развој оружја пољских богатијих суседа. Министар иностраних послова Јозеф Бек наставио је да се одупире растућем притиску на Пољску са Запада да сарађује са Совјетским Савезом како би задржао Немачку. Against the rapidly growing German military force, Poland not only possessed no comparable quantity of technical resources, but also lacked the knowledge and concepts of developing modern warfare.
Званично спроведено немачко наоружавање почело је 1935. године под вођством Адолфа Хитлера, супротно одредбама Версајског споразума, темеља међународног поретка после Првог светског рата. У немогућности да спрече Хитлерову ремилитаризацију Рајнске области, Уједињено Краљевство и Француска су се такође залагале за поновно наоружавање. У међувремену, немачка територијална експанзија у централној Европи почела је озбиљно са Аншлусом Аустрије у марту 1938. године. Пољска је послала специјалне диверзантске групе у спорну област Заолжје (Чешка Шлеска) у нади да ће убрзати распад Чехословачке и вратити територију. Након Минхенског споразума (30. септембар 1938.) уследио је улазак Немачке у Судетима. Суочене са претњом тоталне анексије Чехословачке, западне силе су подржале немачку поделу земље.
Пољска је инсистирала на статусу велике силе, али није била позвана да учествује на конференцији у Минхену. Министар Бек, разочаран недостатком признања, издао је ултиматум на дан Минхенског споразума влади Чехословачке, тражећи да се одмах врати Пољској погранични регион Заолжје. Несрећна чехословачка влада је то испоштовала, а пољске војне јединице преузеле су то подручје. Овај потез је негативно примљен и на Западу и у Совјетском Савезу, и допринео је погоршању геополитичке ситуације у Пољској. У новембру, пољска влада је такође припојила малу пограничну регију у спору са новом аутономном државом Словачком и дала подршку ширењу Мађарске у Карпатској Украјини, која се налазила у Чехословачкој.

### Последице Минхенског споразума
Минхенски споразум из 1938. није дуго трајао. У марту 1939. немачка окупација Чехословачке почела је инвазијом на Бохемију и Моравску, чиме је Словачка постала марионетска држава Немачке. Литванија was је била приморана да се одрекне Клајпедске регије. Формални захтеви за повратак Слободног града Данцига Немачкој, иако је његов статус гарантовала Лига народа. Почетком 1939. године Хитлер је предложио Пољској савез са немачким условима, са очекивањем да ће их прихватити. Пољска влада би морала да пристане на Данцигово инкорпорирање од стране Трећег рајха и на екстратериторијални пут који ће повезивати Источну Пруску са остатком Немачке кроз такозвани Пољски коридор (област која повезује пољско копно и Балтичко море). Пољска би се придружила антисовјетском савезу и координисала своју спољну политику са Немачком, чиме би постала земља клијент. Пољска влада је била узнемирена, а британска гаранција независности Пољске је издата 31. марта 1939. године. Реагујући на овај акт и на пољско ефективно одбацивање немачких захтева, Хитлер је 28. априла одбацио постојећи Немачко-пољски пакт о ненападању.
У августу 1939. године у Москви су се водили преговори које су покренуле противничке савезничко-совјетске и нацистичко-совјетске радне групе, од којих је свака покушала да на своју страну ангажује Стаљинову моћну војску. До вечери 23. августа 1939., понуда Немачке је прихваћена, јер је одбијање пољских лидера да војно сарађују са Совјетима спречило могућност алтернативног исхода. Споразум Рибентроп—Молотов о ненападању је потписан. У очекивању напада и окупације Пољске од стране нацистичке Немачке, пакт је садржао тајне одредбе, које су разграничиле делове источне Европе на сфере утицаја двеју потписница. Линија раздвајања је пролазила кроз територију источне и централне Пољске. „Пожељност одржавања независне пољске државе“ била је препуштена међусобно договореним „даљим политичким дешавањима“, читајући текст, који је откривен неколико година касније.[l]

### Војни савези
Совјетски Савез, који је имао сопствене разлоге да се плаши немачког експанзионизма на исток, стално је преговарао са Француском и Уједињеним Краљевством, и преко њих је понудио Пољској антинемачки савез, сличан ранијем у Чехословачкој. Британци и Французи тражили су формирање моћног политичко-војног блока, који би обухватао Совјетски Савез, Пољску и Румунију на истоку, и Француску и Британију на западу. Од маја 1939. године, совјетски услови за потписивање споразума са Британијом и Француском били су следећи: право војника Црвене армије да прођу кроз територију Пољске, укидање пољско-румунског савеза и ограничење британске гаранције Пољској које ће се односити само на западној граници Пољске са Немачком. Пољски лидери су веровали да совјетски војници на територији Пољске неће отићи и током 1939. године су одбили да пристану на било какав договор који би омогућио совјетским трупама да уђу у Пољску.
Пољску неспремност да прихвати совјетску опасну понуду слободног уласка илуструје цитат маршала Едварда Риђ-Шмиглија, команданта пољских оружаних снага, који је рекао: „Са Немцима ризикујемо да изгубимо своју слободу. Са Русима ћемо изгубити душу“. Став пољског руководства подржавао је и министар спољних послова Јозеф Бек, који је, очигледно уверен у француске и британске изјаве о подршци, тврдио да безбедност Пољске неће бити загарантована „совјетском или било којом другом Русијом“. Совјети су се тада окренули разматрању немачке понуде уговора и потписан је пакт Молотов-Рибентроп. Совјетско-нацистичка сарадња је напредовала од маја 1939. године, када је Вјачеслав Молотов постао совјетски министар спољних послова.
Немачка војска је користила систем аутоматског кода за тајни пренос порука заснованих на Енигми. Стално генерисану и измењену кодну шему разбили су пољски математичари на челу са Марјаном Рејевским и откриће је подељено са Французима и Британцима пре избијања рата. Криптоанализа Енигме била је изузетно важан пољски допринос ратним напорима, који је настављен током рата у Британији и лишио је Немце тајности у њиховим кључним комуникацијама.
Крајем августа обавезе пољско-британског и пољско-француског савеза су допуњене. Пољска, окружена нацистичком коалицијом, била је под деломичном војном мобилизацијом, али слабо припремљена за рат.[p] Потпуна (општа) мобилизација била је спречена притиском британске и француске владе, које су тражиле мирно решење у последњем тренутку за предстојећи пољско-немачки сукоб. Пољска је 1. септембра 1939. нападнута од стране нацистичке Немачке. Британија и Француска, везане војним савезима са Пољском, објавиле су рат Немачкој два дана касније.

## Немачка и Совјетска инвазија на Пољску

### Немачка инвазија
Дана 1. септембра 1939. године, без званичне објаве рата, нацистичка Немачка је напала Пољску користећи као изговор инцидент у Глајвицу, провокацију (једну од многих) коју су организовали Немци, који су тврдили да су пољске трупе напале положај дуж Немачко –Пољске границе. Током наредних дана и недеља, технички, логистички и нумерички супериорне немачке снаге су брзо напредовале на територију Пољске. У складу са пактом Молотов-Рибентроп, совјетске трупе су такође напале Пољску 17. септембра 1939. године. Пре краја месеца, највећи део Пољске био је подељен између Немаца и Совјета.
Немачки напад није предвиђен благовремено. Припреме за одбрану западне границе су прекинуте под вођством Јозефа Пилсудског након 1926. године и настављене су тек у марту 1939. године. Након тога су организоване пољске оружане снаге за одбрану земље. Њихов технички и организациони ниво, према историчару Андрзеју Леону Сови, одговарао је оном из периода Првог светског рата. Стратешки положај оружаних снага постао је безнадежнији због недавне немачке окупације Чехословачке. Пољска је тада са три стране била окружена немачким територијама Померанијом, Шлеском и Источном Пруском, као и Чехословачком под контролом Немачке. Новоформирана Словачка република помогла је Немачкој нападом на Пољску са југа. Пољске снаге су на балтичкој обали блокиране од стране немачке морнарице. Пољска јавност, условљена пропагандом владе, није била свесна озбиљности ситуације и очекивала је брзу и лаку победу пољско-француско-британског савеза.
Немачки „концепт уништења“ који се касније развио у Блицкриг („муњевити рат“) омогућио је брз напредак Панцерских (оклопних) дивизија, бомбардовањем директним обрушавањем (да би се разбиле концентрације војника и уништили аеродроми, железнице и станице, путеви и мостови што је довело до убијања великог броја избеглица који су се налазили у транспортним објектима), и ваздушним бомбардовањем небрањених градова како би се уништио цивилни морал. Намерно бомбардовање цивила се одвијало у великој мери од првог дана рата, такође у подручјима која су била удаљена од било које друге војне активности. Немачке снаге, којим је Хитлер наредио да поступају са највећом окрутношћу, масовно су учествовале у убиствима пољских цивила. Пољска војска, ваздухопловство и морнарица нису имали довољно модерне опреме да би одговорили нападу.
Свака од пет немачких армија које су учествовале у нападу на Пољску била је у пратњи специјалне безбедносне групе која је била задужена за терорисање пољског становништва, неки од пољских грађана немачке националности били су обучени у Немачкој да помогну инвазији, формирајући такозвану Пету колону. Многи немачки лидери у Пољској и комунистички активисти били су интернирани од стране пољских власти након 1. септембра. Ухапшено је 10-15 хиљада етничких Немаца и силом је протерано према Кутну убрзо након почетка непријатељства. Од њих око 2.000 су убили љути Пољаци, а још случајева убијања етничких Немаца догађали су се на другим местима. Много пута већи број пољских цивила је убијен од стране Вермахта током „Септембарске кампање“.
Против Пољске је распоређено 58 немачких дивизија, укључујући 9 Панцер дивизија. Немачка је располагала са 1,5 милиона мушкараца, 187.000 моторних возила, 15.000 артиљеријских оруђа, 2.600 тенкова, 1.300 оклопних возила, 52.000 митраљеза и 363.000 коња. 1390 ратних авиона Луфтвафеа коришћена су у нападу на пољске мете. Немачка морнарица је 1. септембра позиционирала свој стари бојни брод SMS Шлезвиг-Холштајн у Вестерплатеу, секцији слободног града Данцига, заштићене енклаве одвојене од главног града и додељене Пољској по Версајском споразуму 1919. године. За борбу против Пољске одређено је 53 бродова морнарице.
Према Антонију Чубинском, мобилисано је 1,2 милиона пољских војника, али неки нису имали ни пушке. Било је 30 пешадијских дивизија, 11 коњичких бригада, 31 лаки артиљеријски пукови, 10 тешких артиљеријских пукова и 6 ваздушних пукова. Имали су 3.600 артиљеријских оруђа (углавном редовних, са само неколико стотина антиоклопних или противавионских јединица) и 600 тенкова, од којих је 120 било напредног 7TP-типа. Ваздушне јединице укључивале су 422 авиона, укључујући 160 ПЗЛ П.11ц, 31 ПЗЛ П.7a и 20 П.11a ловаца, 120 ПЗЛ.23 Карас бомбардера извиђача, и 45 ПЗЛ.37 Лос средњих бомбардера. Пољски борбени авиони П-серије постали су застарели, савременији П-24с су израђени али су продати у иностранству како би се очувала вредност новца. Лос бомбардери су били модерни и брзи. Деловање морнарице било је ограничено повлачењем великих бродова заједно са Краљевске ратне морнарице (познатом као Пекиншки план). Морнарица се састојала од четири разарача (од којих су три отпловила у Енглеску), једног минополагача, пет подморница, и неколико мањих бродова, укључујући шест нових миноловаца.
Иако су Велика Британија и Француска објавиле рат Немачкој 3. септембра, на западном фронту је дошло до малог покрета. Офанзива на Западу коју су Пољаци сматрали као обећану није се материјализовала, а, према Норману Дејвису, она није била ни одмах ни изводљива ни практична. Због непоступања Запада, тајних протокола немачко-совјетског уговора и других фактора, укључујући и властите слабе интелигенције, пољска влада у почетку није била потпуно свесна степена изолације земље и безнађа ситуације у којој се налазила. Комбиноване британске и француске снаге биле су у принципу јаке, али нису биле спремне за офанзиву из више разлога. Неколико ограничених ваздушних напада које су Британци извршили били су неефикасни и проузроковали су губитке живота и опреме. Испустање пропагандних летака постало је њихов омиљени начин деловања, на запрепашћење пољске јавности, што је довело до веровања да је дошао прави рат на два фронта и да се ближи пораз Трећег рајха.
Неколико пољских армија бранило је земљу у три главне концентрације трупа, које нису имале своју територијалну командну структуру и оперисале су директно под наредбама маршала Едварда Риђ-Шмиглија, што се испоставило да је то озбиљан логистички недостатак. Војске су се налазиле дуж границе у полукругу, што је омогућавало слабу одбрану, јер су Немци концентрисали своје снаге у изабраним правцима напада. Немачки оклопни корпус брзо је осујетио све покушаје организованог отпора, а од 3. до 4. септембра пољске граничне одбране су сломљене по свим тачкама напада. Гужве цивилних избеглица које су бежале на исток блокирале су путеве и мостове. Немци су такође били у стању да заобиђу друге концентрације пољске војске и стигну у позадину пољских формација.
Како су пољске војске уништаване или се повлачиле, Немци су 4. септембра заузели Ченстохову, Краков и Кјелце 6. септембра. Пољска влада је евакуисана у Волинији а врховни војни командант Ридз-Смигли је напустио Варшаву у ноћи 6. септембра и кренуо у источном правцу према Бресту. Генерал Валеријан Чума је преузео и организовао одбрану главног града. Према Халику Кочанском, Ридз-Смигли је побегао из главног града, а пољска врховна команда је жртвовала своју војску. Одлазак Ридз-Смиглија имао је катастрофалне последице како на морал пољских оружаних снага, тако и на његову способност да одржи делотворну команду у целини.
Немци су 9. септембра почели да окружују Варшаву. Председник града Стефан Старзински одиграо је посебно истакнуту улогу у његовој одбрани. Највећа битка у кампањи, битка на Бжуру, водила се западно од средње Висле од 9. до 21. септембра. Тешке борбе су се одиграле и на бројним другим локацијама, укључујући и подручје Томашов Лубелски (до 26. септембра), и постављена је одлучна одбрана Лавова (против немачких снага до 22. септембра, када су се браниоци предали надолазећим совјетским снагама). Маршал Ридз-Смигли је 13. септембра наредио свим пољским снагама да се повуку према такозваном Румунском мосту у југоисточној Пољској, поред румунске и совјетске границе, подручје које је одредио да буде коначни одбрамбени бастион.
Министар спољних послова Јозеф Бек је 11. септембра затражио од Француске да одобри азил пољској влади и Румунији како би се омогућило пребацивање чланова владе преко њене територије. На заседању 12. септембра англо-француског Врховног ратног савета у Абевилу, Француска је закључила да је пољска војна кампања већ била одлучена и да нема смисла покретати антинемачку експедицију. Пољски лидери нису знали за ту одлуку и још увек су очекивали западну офанзиву.

### Совјетска инвазија
Од 3. септембра Немачка је подстицала Совјетски Савез да ангажује своје трупе против Пољске државе, али је совјетска команда стално одуговлачила, чекајући исход немачко-пољског сукоба  и да види шта ће Французи и Британци учинити. Совјетски Савез је уверио Немачку да ће продор Црвене армије у Пољску уследити касније у одговарајуће време.
Због оптималне „политичке мотивације“ (колапса Пољске), Молотов је желео да совјетску интервенцију спроведе до пада Варшаве, али је освајање града од стране Немаца било одложено због одлучних напора одбране (до 27. септембра). Совјетске трупе су 17. септембра умарширале у Пољску, за коју је Совјетски Савез тврдио да тада уопште и није постојала (према историчару Ричарду Оверију, Пољска је поражена од Немачке у року од две недеље од 1. септембра). Совјетска инвазија на Пољску била је оправдана од стране Совјета њиховим сопственим безбедносним бригама и потребом да се заштити етнички Белоруси и Украјинци. Инвазија је била координисана са покретом немачке војске, и наишла је на ограничени отпор пољских снага. Пољске војне формације које су биле на располагању добиле су наређење врховне команде, која је тада била на румунској граници, да се распореде у источни део Пољске како би одложиле ангажовање Совјета,[c] али дошло је до неких борби између совјетских и пољских јединица (као што је битка код Шацка коју је водио корпус за заштиту границе). Совјетске снаге су се преселиле на запад (на реку Буг) и на југ како би покриле подручје које им је додељено тајним протоколом споразума Молотов-Рибентроп. Они су предузели кораке да блокирају потенцијалне пољске евакуационе руте у Литванију, Летонију, Румунију и Мађарску.
Око 13,4 милиона пољских грађана живело је на подручјима која је заузео Совјетски Савез. Од тога, око 8,7 милиона су Украјинци, Белоруси и Јевреји. Односи мањина са пољским властима су генерално лоши и многи од њихових чланова поздравили су и подржали долазак припадника Црвене армије као ослободиоце. Британски и француски одговори на „неочекивани“ совјетски потез били су пригушени.
Да није било совјетско-немачког уговора и совјетске инвазије, сва предратна Пољска би вероватно била заробљена од стране нацистичке Немачке већ 1939. године.

### Крај кампање
Процес нацистичко-совјетског споразума настављен је са Споразумом о граници између Немачке и Совјетског Савеза, потписаним 28. септембра. Прилагодио је и финализирао територијалну поделу, ставивши Литванију у совјетску сферу и преместивши совјетско-немачку договорену границу источно од Висле на Буг, и одобрио даљње заједничке акције за контролу окупиране Пољске. Идеја о задржавању преостале Пољске државе, разматрана раније, била је напуштена.
Пољска влада и војна врховна команда повукле су се на територију југоисточне Румуније и прешли у неутралну Румунију у ноћи 17. септембра. Из Румуније, 18. септембра, председник Игнаци Мошћицки и маршал Ридз-Смигли издали су декларације и наредбе, којима је прекршен њихов статус особа које пролазе кроз неутралну земљу. Немачка је вршила притисак на Румунију да не дозволи пољским властима да оду (њихова циљна дестинација је била Француска) и група је била интернирана. Пољски амбасадор у Румунији помогао је генералу Владиславу Сикорском, припаднику пољске опозиције, коме је одбијен војни задатак, и ушао у Румунију, како би добио документе о одласку, а генерал је отишао у Француску.
Отпор се наставио на многим местима. Варшава је на крају била бомбардована. Догађај који је послужио као окидач за њену предају 27. септембра био је штета на систему водоснабдевања узрокована намерним циљањем водовода. Варшава је претрпела највећу штету и цивилне губитке (40.000 убијених), већ у септембру 1939. године. [s] Тврђава Модлин капитулирала је 29. септембра, битка на Хелу трајала је до 2. октобра, а битка код Коцка водила се до 4. октобра. У шумама земље, војне јединице су отпочеле подземни отпор скоро одједном. Мајор „Хубал“ и његов пук су започели овај покрет. Током септембарске кампање, пољска војска изгубила је око 66.000 војника на немачком фронту, око 400.000 су постали заробљеници Немачке а око 230.000 Совјетског Савеза.[e] 80.000 је успело да напусти земљу. Погинуло је 16,600 немачких војника, а 3.400 нестало. Уништено је 1000 немачких тенкова или оклопних возила и 600 авиона. Совјетска војска изгубила је између 2.500 и 3.000 војника, док је на истоку убијено од 6.000 до 7.000 пољских браниоца. Са преко 12.000 пољских држављана које су нацисти убили премашило је број од 100.000 цивилних жртава у овој кампањи.
Неколико бродова пољске морнарице стигло је у Уједињено Краљевство, а десетине хиљада војника побегло је кроз Мађарску, Румунију, Литванију и Шведску како би наставили борбу. Многи Пољаци су учествовали у бици за Француску, бици за Британију, и, заједно са британским снагама, у многим другим операцијама.

## Окупација Пољске

### Немачка окупација Пољске
Немачка окупација је донела највећи степен страдања и терора који су претрпели Пољаци у својој историји. Најкатастрофални низ догађаја био је истребљење Јевреја познатог као Холокауст.
Око једне шестине пољских грађана изгубило је животе у рату, а већина цивилних губитака резултат је различитих циљаних, намерних акција. Немачки план није укључивао само анексију пољске територије, већ и потпуно уништење пољске културе и пољске нације (Генералплан Ост).
Према условима два Хитлерова декрета (8. октобар и 12. октобар 1939.), велике области западне Пољске су припојене Немачкој. Међу њима су све територије које је Немачка изгубила у складу са Версајским споразумом из 1919. године, као што су Пољски коридор, Западна Пруска и Горња Шлеска, али и велико, неоспорно пољско подручје источно од ових територија, укључујући град Лођ.
Анексиране области Пољске биле су подељене на следеће административне јединице:
- Рајхсгау Вартеланд (у почетку Рајхсгау Позен), који је обухватао читаво Познањско војводство, већи део Лођског војводства, пет округа Померанског војводства, и један округ у Варшавском војводству,
- преостало подручје Померанског војводства је инкорпорирано у Рајхсгау Данциг-Западна Пруска (у почетку Рајхсгау Западна Пруска),
- Ћеханов округ који се састоји од пет северних округа Варшавског војводства (Плоцк, Плоњск, Сјерпц, Ћеханов и Млава), који су постали део Источне Пруске,
- Округ Катовице или, незванично, Источна Горња Шлеска, која је обухватала Шлеско војводство, округе: Сосновјец, Бенђин, Хшанов, Освјенћим, и Завјерће, и делове округа Олкуш и Живјец, који су постали део провинције Горње Шлеске.

Површина ових анексираних територија била је 92.500 km², а становништво на њој је бројило око 10,6 милиона, од којих су већину чинили Пољаци.
У Померанским окрузима, крајем 1939. и почетком 1940. године, немачки судови су осудили на смрт 11.000 Пољака. Већ 1939. тамо је погубљено 30.000 Пољака, са додатних 10.000 у Великопољској и 1500 у Шлеској. Јевреји су протерани из анексираних подручја и смештени у гета као што су Варшавски гето или Лођски гето. Католички свештеници постали су мете масовних убистава и депортација. Становништво анексираних територија било је подвргнуто интензивном расном скринингу и германизацији. Пољаци су претрпели конфискацију имовине и тешку дискриминацију, 100,000 Пољака су били уклоњени из лучког града Гдиње само у октобру 1939. године. Током 1939-1940, многи пољски грађани су депортовани у друга подручја под контролом нациста, посебно у Генерално губернаторство, или у концентрационе логоре. Са чишћењем неких региона западне Пољске за немачко пресељење, нацисти су покренули политику етничког чишћења. Око милион Пољака је насилно уклоњено из својих станова и замењено са преко 386.000 етничких Немаца који су доведени из удаљених места.
У складу са Споразумом Рибентроп-Молотов и Немачко-совјетским споразумом о граници, Совјетски Савез је анексирао све територије Пољске источно од линије река: Писе, Нарев, Буг и Сан, осим подручја око Вилњуса, који је додељен Литванији, и региона Сувалки, који је припојен Немачкој. Ове територије су углавном биле насељене Украјинцима и Белорусима, са мањинама Пољака и Јевреја. Укупна површина, укључујући и област која је дата Литванији, износила је 201.000 km², са популацијом од 13,2 милиона. Мали део земље, који је био део Мађарске пре 1914. године, додељен је Словачкој.
Након немачког напада на Совјетски Савез у јуну 1941. године, пољске територије које су претходно окупирали Совјети су организоване на следећи начин:
- Безирк Бјалисток (округ Бјалисток), који је обухватао: Бјалисток, Бјелск Подласки, Грајево, Ломжа, Соколка, Вавкависк, и Гродно, био је „прикључен“ (али не и припојен) Источној Пруској,
- Безирк Литванија и Белорусија — пољски део Беле Русије (данашња западна Белорусија) и провинција Вилњус били су инкорпорирани у Рајхскомесаријат Остланд,
- Безирк Волињ-Подоље — пољско Волињско војводство било је инкорпорирано у Рајхскомесаријат Украјина,
- Галицијски округ, источна Галиција, био је инкорпориран у Генералном губернаторству и постао његов десети округ.[52]

Преостали део територије стављен је под немачку управу под називом Генерално губернаторство (нем. Generalgouvernement für die besetzten polnischen Gebiete), са престоницом у Кракову. Постао је део Велике Немачке (нем. Grossdeutsches Reich). Генерално губернаторство је првобитно било подељено на четири округа: Варшава, Лублин, Радом и Краков, а потом су 1941. године као окрузи додати Источна Галиција и део Волиније. (за више детаља о територијалној подели ове области види Генерално губернаторство.) Генерално губернаторство је било најближе немачком делу планираног Лебенсраум-а или немачког „животног простора“ на истоку, и представљао почетак имплементације нацистичког грандиозног и геноцидног људског инжењерског плана.
Немачки адвокат и истакнути нациста, Ханс Франк, именован је за генералног гувернера Генералног губернаторства 26. октобра 1939. године. Франк је надгледао издвајање Јевреја у гета у већим градовима, укључујући Варшаву, и употребу пољских цивила за принудни рад у немачким ратним индустријама.
Неке пољске институције, укључујући полицију (број тзв. Плавих полицајаца достигао је око 12.500 1943. године), сачуване су у Генералном губернаторству. Преко 40.000 Пољака је радило у администрацији Генералног губернаторства, а надгледало их је више од 10.000 Немаца. Политичка активност је била забрањена и дозвољено је само основно пољско образовање. Универзитетски професори у Кракову послати су у концентрациони логор, а у Лавову су стрељани.[d] Етнички Пољаци су постепено елиминисани. Јевреји, који су били предвиђени за потпуно истребљење, били су увучени у гета и строго потиснути. Јеврејски савети у гетима морали су да следе немачку политику. Многи Јевреји су побегли у Совјетски Савез (били су међу процењеним 300.000 до 400.000 избеглица које су стигле тамо из окупиране Пољске)  а неки су били заштићени од стране пољских породица.
Становништво на територији Генералног губернаторства у почетку је износило око 11,5 милиона на површини од 95.500 km², али се то повећало јер је око 860.000 Пољака и Јевреја било протерано из подручја које је припадало Немачкој и „пресељено“ у Генерално губернаторство. Након операције Барбароса, површина Генералног губернаторства била је 141.000 km², са 17,4 милиона становника.
Десетине хиљада људи убијено је у немачкој кампањи истребљења пољске интелигенције и других елемената за које се веровало да се могу побунити (нпр. Операција Таненберг и Акција АБ). Католичко свештенство је обично било затварано или на други начин прогоњено, а многи су завршили у концентрационим логорима. Десетине хиљада припадника отпора и други затвореници су мучени и стрељани у затвору Павјак у Варшави. Од 1941. године, болести и глад су почеле да смањују број становника, јер је експлоатација ресурса и рада, терора и германизације дошла до већег интензитета након напада на Совјетски Савез. Пољаци су такође у великом броју депортовани да раде на присилан рад у Немачкој или одведени у концентрационе логоре. Око два милиона људи превезено је у Немачку да раде као робови и многи су тамо умрли.[i] Лапанка или случајна провера, на улицама или негде другде, била је једна од метода коју су нацисти практиковали да ухвате затворенике за рад. Неколико стотина бурдеља, за које су присилно регрутоване локалне жене, радили су широм Рајха. За разлику од нацистичке политике у окупираној западној Европи, Немци су третирали Пољаке интензивним непријатељством, а сва пољска државна имовина и приватна индустријска предузећа преузела је Немачка држава. Пољска је опљачкана и подвргнута екстремној економској експлоатацији током рата.
Будућа судбина Пољске и Пољака предвиђена је у Генералплану Ост, нацистичком плану да се спроведе геноцид и етничко чишћење територија које је окупирала Немачка у Источној Европи како би се истријебили словенски народи. Десетине милиона људи требало је да буде елиминисано, остали да буду пресељени у Сибир или буду претворени у робље. У очишћеним територијама требало је населити Немце. Пробна евакуација свих Пољака је покушана на подручју Замошћа током 1942. и 1943. године. 121.000 Пољака је уклоњено из својих села и замењено са 10.000 немачких досељеника..
У оквиру програма Лебенсборн, око 200.000 пољске деце је киднаповано од стране Немаца да би били тестирани на расне карактеристике које би их учиниле погодним за германизацију. Од тог броја (већина је проглашено неподесним и убијено), само између 15% и 20% је враћено у Пољску након рата.
Када се немачка окупација проширила на источне територије Кресија након што су кренули у напад на Совјетски Савез у лето 1941, нацисти су спровели своју геноцидну антијеврејску политику. Они су водили кампање терора против етничких Пољака, нарочито против група као што су интелигенција или католичко свештенство. Етнички Украјинци, Белоруси и Литванци, иако су били подвргнути бруталној окупацији, углавном су добијали повољнији третман од нациста. Њихови националисти и други су их користили у акцијама против етничких Пољака, или им је било дозвољено да сами спроводе антипољске активности. Припадници све четири етничке групе били су охрабрени да делују против Јевреја и учествују у погромима и другим случајевима убијања Јевреја.
Различити сегменти пољског друштва искусили су различите степене патње под немачком окупацијом. Становници сеоских села и мањих градова углавном су радили боље него становници великих градова, док је класа власника земљишта (пољ. ziemiaństwo или Шљахта), привилегована у независној Пољској, просперирала и током рата.
Према процени Института народног сећања (IPN) из 2009. године, између 5,62 и 5,82 милиона пољских грађана (укључујући пољске Јевреје) је страдало од последица немачке окупације.

### Совјетска окупација Пољске
До краја инвазије, Совјетски Савез је узео 50,1% територије Пољске (195.300 km²), са 12.662.000 становника. Процене становништва варирају, једна анализа даје следеће бројеве у погледу етничког састава ових подручја у то време: 38% Пољака, 37% Украјинаца, 14,5% Белорусија, 8,4% Јевреја, 0,9% Руса и 0,6% Немаца. Било је и 336.000 избеглица из подручја које је окупирала Немачка, од којих су већина били Јевреји (198.000). Области које је окупирао Совјетски Савез припојене су совјетској територији, са изузетком регије Вилњус, која је пребачена у Републику Литванију. Већина становника пољског говорног подручја у Вилњусу убрзо су се подвргли литванизацији од стране литванских власти, што је довело до трајних етничких сукоба у тој области. Литванију, укључујући и оспоравану област у Вилњусу, Совјетски је Савез је инкорпорирао у лето 1940. и створио Литванску ССР.
Совјети су сматрали да су територије Креси всходње (предратна источна Пољска) колонизоване од стране Пољака, а Црвена армија је проглашена ослободиоцем колонизованих националности. Многи Јевреји, Украјинци, Белоруси и Литванци поделили су ту тачку гледишта и сарађивали са новим властима у потискивању Пољака. Совјетски управници су користили слогане о класним борбама и диктатури пролетеријата, као што су примењивали политике стаљинизма и совјетизације у окупираној источној Пољској. 22. и 26. октобра 1939. године, Совјети су организовали изборе у врховним совјетима под контролом Москве (законодавним телима) новооснованих покрајина Западне Украјине и Западне Белорусије да легитимишу Совјетску власт. Нове скупштине су касније позвале на припајање у Совјетски Савез, а Врховни совјет Совјетског Савеза је 2. новембра придружио две територије већ постојећим Совјетским републикама (Украјинска Совјетска Социјалистичка Република и Белоруска Совјетска Социјалистичка Република).
Све институције распуштене пољске државе затворене су и поново отворене са новим директорима који су углавном били руски а у ретким случајевима, украјински или пољски. Универзитет у Лавову и друге школе поново су почеле да раде као совјетске институције. Нека одељења, као што су право и хуманистичке науке, су укинута, реорганизована одељења подучавала су нове предмете, укључујући дарвинизам, лењинизам и стаљинизам. Школовање је било бесплатно, а студентима су понуђене новчане стипендије.
Совјетске власти су покушале уклонити све знаке пољског постојања и деловања у том подручју. Пољска валута је 21. децембра повучена из оптицаја уз ограничену размену з а ново уведену рубљу. У школама су спаљене књиге написане на пољском језику.
Сви медији били су под контролом Москве. Совјетска окупација је увела политички режим полицијске државе, заснован на терору. Све пољске странке и организације су расформиране. Само комунистичкој партији и подређеним организацијама је било дозвољено да постоје. Совјетски наставници у школама подстицали су децу да шпијунирају своје родитеље.
Украјинске и белоруске друштвене организације, које је пољска влада затворила 1930-их, поново су отворене. У школама језик наставе је промењен у украјински или белоруски.
Католичке и Гркокатоличке цркве биле су прогањане, изгубиле су многа имања, семинаре и повезане друштвене организације, али су задржале већину својих примарних објеката (богомоља) отвореним и могле су пружати верске услуге и организовати ходочашћа. Свештеници су били дискриминисани од стране власти и подвргнути високим порезима, нацртима у војној служби, хапшењима и депортацијама.
Многа предузећа је преузела држава или су пропала, мале трговачке и производне радње морале су се придружити задругама, али је само мали део сељачке пољопривреде постао колективан (преко десет посто обрадиве површине) до почетка рата са Немачком. Међу индустријским постројењима која су растављена и премештена на исток биле су већина фабрика текстилне индустрије Бјалистока. Резултати совјетске економске политике убрзо су довели до озбиљних потешкоћа, пошто продавнице нису имале робе, храна је била оскудна и људима је претила масовна глад. Ипак, услови су били бољи под Совјетима него у немачком Генералном губернаторству. Индустрија је развијена у Лавову и другим местима, а незапосленост је званично елиминисана до пролећа 1940. године. Животни стандард, након почетног колапса, постепено се побољшавао, многе услуге су биле бесплатне или јефтине, а сиромашни и људи са техничким образовањем су се боље развијали него под пољском владавином. Градови, од којих су совјетске власти посебно добро одржавали Лавов и Бјалисток, били су у много бољем стању од села. Ситуација је била веома тешка за пољске пензионере, лишене пензија, и за десетине хиљада ратних избеглица које су побегле из окупиране Пољске и населиле се у источним градовима.
Према совјетском закону од 29. новембра 1939, сви становници анексираног подручја, који се називају грађани „бивше Пољске“, аутоматски су стекли совјетско држављанство. Становници су и даље били приморани да пристану а онима који нису прихватили (већина Пољака није хтела да се одрекне пољског држављанства) прећено је да ће бити враћени на територије под контролом нациста.
Совјети су искористили прошле етничке тензије између Пољака и других етничких група, подстичући и охрабрујући насиље против Пољака позивајући мањине да „исправе неправде које су претрпеле током двадесет година пољске владавине“. Непријатељска пропаганда довела је до крваве репресије.
Део украјинског становништва у почетку је поздравио крај пољске владавине  а овај феномен је ојачан аграрном реформом. Совјетске власти су такође покренуле ограничену кампању колективизације. Било је великих група предратних пољских грађана, посебно јеврејске омладине и, у мањој мери, украјинских сељака, које су совјетску власт видели као прилику да почну политичку или друштвену активност изван њихових традиционалних етничких или културних група. Њихов ентузијазам је нестао с временом, јер је постало јасно да су совјетске репресије утицале на све. Организација Украјинаца који желе независну Украјину (ОУН) прогоњена је као „антисовјетска“.
Правило терора покренуло је НКВД и друге совјетске агенције. Прве жртве су биле око 230.000 пољских ратних заробљеника. Совјетски Савез није потписао ниједну међународну конвенцију о правилима рата и њима је ускраћен статус ратних заробљеника. Када су Совјети спровели активности регрутације међу пољском војском, велика већина заробљених официра је одбила да сарађује, они су сматрани непријатељима Совјетског Савеза и совјетски Политбиро (5. март 1940.) је одлучио да их тајно погуби (22.000 официра и других). Затим су официри и велики број обичних војника убијени (види Катињски масакр) или послати у гулаг. Од 10.000 до 12.000 Пољака који су послани у Кољми 1940-1941, углавном ратних заробљеника, преживело је само 583 мушкарца, ослобођено 1941–1942 да би се придружили пољским оружаним снагама на истоку.
Политике тероризма су такође примењиване на цивилно становништво. Совјетске власти сматрале су службу за предратну пољску државу „злочином против револуције“ и "контрареволуционарном активношћу", а потом су почеле да хапсе велики број пољске интелигенције, политичара, државних службеника и научника, али и обични људи за које се сумњало да су представљали претњу совјетској власти. Школарци у добу од 10 до 12 година који су се смејали совјетској пропаганди представљеној у школама, слали су у затворе, понекад и до 10 година.
Затвори су убрзо постали претрпани заточеницима осумњиченим за антисовјетске активности а НКВД је морала да отвори десетине ад хок затворских места у готово свим градовима у регији. Талас хапшења довео је до присилног пресељења великих категорија људи (на пример: кулаци, пољски државни службеници, шумарски радници, универзитетски професори или осадници) у радне логоре гулаге. Процењено је да је у радним логорима било одведено 30-40 хиљада пољских грађана у периоду од 1939–1941. Пољски и бивши пољски грађани, од којих су велики део били етничке мањине, депортовани су углавном 1940. године, обично у северну Русију,, Казахстан и Сибир. Према подацима НКВД-а, од 107.000 пољских грађана различитих националности ухапшених до јуна 1941., 39.000 је осуђено за различите преступе, укључујући 1200 осуђених на смртне казне. Тада је у затвору НКВД било затворено 40.000 људи, а око 10.000 њих убили су Совјети током евакуације затвора након немачког напада.
Међу Пољацима који су одлучили да сарађују са совјетским властима били су: Ванда Василевска, којој је било дозвољено да издаје часопис на пољском језику у Лавову, и Жигмунт Берлинг, који је од 1940. године водио малу групу пољских официра који су радили на концепту формирања пољских дивизија у Совјетском Савезу. Василевску, која је била неформални вођа пољских комуниста, Стаљин је примио у Кремљу 28. јуна 1940. Овај догађај означио је почетак преоријентације совјетске политике у односу на Пољаке, што ће имати значајне последице у наредној половини века и касније. Совјети су предузели низ помирљивих мера, као што су организовање прослава 85. годишњице смрти песника Адама Мицкјевича у новембру 1940. године у Москви, Лавову и другим концентрацијама пољског становништва, или ширењу општих и високошколских активности на пољском језику на територијама под совјетском контролом. Василевска и Берлинг су поново подстакли питање пољске дивизију у септембру 1942. године, али је совјетска дозвола за изградњу совјетске пољске војне јединице била одобрена тек након прекида дипломатских односа између Совјетског Савеза и пољске владе у егзилу у априлу 1943. године.
За разлику од Пољске у окупираној Немачкој, где је отворена сарадња са окупатором била ретка међу пољским елитама, многи пољски интелектуалци, уметници, књижевници и новинари су сарађивали са Совјетима и њихова активност је често укључивала учешће у совјетским пропагандним подухватима.
Након операције Барбароса и споразума Сикорски-Мајски, у лето 1941. прогнани Пољаци су ослобођени проглашеном амнестијом. На хиљаде њих су се упутили на југ да би се придружили новоформираној Пољској војсци, али већина их је било преслабо да би завршили путовање или су убрзо нестали.
Према процени IPN-а из 2009. године, око 150.000 пољских грађана је умрло од последица Совјетске окупације. Број депортованих је процењен на око 320.000.

### Сарадња са окупаторима
“
У окупираној Пољској није било званичне сарадње ни на политичком ни на економском нивоу. Окупаторске силе су намеравале да трајно укину пољске управљачке структуре и владајуће елите и стога нису тражиле ову врсту сарадње. Пољаци нису добили значајна овлашћења. Велика већина предратних грађана који су сарађивали са нацистима била је из немачке мањине у Пољској, чији су чланови добили неколико класа немачких фолксдојчерских исправа. Током рата било је око 3 милиона бивших пољских држављана немачког порекла који су потписали службени Дојч Фолкслист.
У зависности од дефиниције сарадње (и пољског грађанина, укључујући питања етничке припадности и статуса мањина), истраживачи процењују број „пољских сарадника“ на неколико хиљада у популацији од око 35 милиона (тај број подржава израелска Комисија за ратне злочине). Процена се заснива првенствено на броју смртних казни за издају од стране специјалних судова Пољске подземне државе. Подземни судови осудили су 10.000 Пољака, укључујући и 200 смртних казни. Џон Конели је цитирао пољског историчара Лешека Гондека, који је назвао феномен пољске сарадње „маргиналним“ и написао да „само релативно мали проценат пољског становништва учествује у активностима које се могу описати као сарадња када се гледа у позадини европске и светске историје“. Неки истраживачи дају много већи број сарадника, посебно када се ради о осуђивању Јевреја.
У октобру 1939, нацисти су наредили мобилизацију предратне пољске полиције у службу окупационих власти. Полицајци су прихватали дужност или су били изложени смртној казни. Формирана је такозвана Плава полиција. На свом врхунцу 1943. године, имала је око 16.000 полицајаца.  Њихов примарни задатак је био да делују као редовна полицијска снага и да се баве криминалним активностима, али су их користили и Немци у борби против кријумчарења и патролирања у јеврејским гетима. Многи појединци у Плавој полицији су невољко следили немачке наредбе, често их нису послушали или су чак рискирали смртну казну. Многи припадници Плавих полицајаца били су двоструки агенти пољског отпора, велики проценат је сарађивао са Домаћом армијом. Неки од официра су на крају добили награде за праведност и за спасавање Јевреја. Међутим, морални положај пољских полицајаца често је био угрожен потребом за сарадњом или чак колаборацијом са окупатором. Према Тимотију Снајдеру, делујући у својству колаборационистичких снага, плава полиција је можда убила више од 50.000 Јевреја. Полиција је помагала нацистима у задацима као што су приморавање Пољака на присилни рад у Немачкој.
Током нацистичке операције Барбароса против Совјетског Савеза у јуну 1941. године, немачке снаге су брзо заузеле источну половину Пољске под контролом Црвене армије од 1939. године. Нови Рајхскомесаријати били су формирани у макрорегиону Креси всходње. Како је совјетско-немачки рат напредовао, Домаћа армија се борила против оба окупатора, укључујући и совјетске партизане, који су често сматрали пољско подземље непријатељима једнако као и Немцима, а од јуна 1943. били су овлашћени наредбом да их пријаве нацистима. Због интензивирања, до јесени 1943, ратовања између Домаће армије и совјетских партизана у Пољској, неколико пољских команданата је прихватило оружје и муницију од Немаца за борбу против комунистичких снага. У 1944. години, Немци су тајно наоружали неке регионалне јединице АК које су деловале у подручјима Навагрудака и Вилњуса. Ову сарадњу АК и нациста осудио је генерал Казимјерз Соснковски, врховни командант пољске владе у егзилу, који је наредио да се надлежни војни официри осуде. АК је искористила то оружје против нациста током операције Остра Брама. Такви аранжмани су били чисто тактички и нису доказивали врсту идеолошке сарадње коју је показао Вишијевски режим у Француској, и Квислиншки режим у Норвешкој, или руководство ОУН-а у Галицијском дистрикту. Тадеуш Пјотровски цитира Јосифа Ротштилда: „Пољска војска (АК) је у великој мери била неокаљана сарадњом“ и да је „част АК-а у целини неукаљана“.
Бивши премијер Пољске Леон Козловски пуштен је из совјетског затвора и прешао у немачку окупациону зону у октобру 1941. Међутим, његови разлози и контекст његовог деловања нису познати. Историчар Гунар С. Полсон процењује да је у Варшави број пољских грађана који су сарађивали са нацистима током окупације могао бити око „1 или 2%“. Одбегли Јевреји (и припадници отпора) предати су гестапу од стране такозваних „шмалцовницима“, који су добијали новчане награде.
Убрзо након немачког преузимања града Једвабнеа у јулу 1941., десио се Једвабнески погром. Тачне околности онога што се догодило током погрома нису јасне и енергично се расправљају. Према истрази Института народног сећања, која је завршена 2002. године, најмање 340 припадника јеврејских породица је заробљено од стране или у присуству немачког Орднунгсполицаја. Потом су били закључани у штали коју су затим запалили пољски становници Једвабнеа.

## Отпор у Пољској

### Оружани отпор и Пољска подземна држава
Пољски покрет отпора у Другом светском рату био је највећи у целој окупираној Европи. Отпор немачкој окупацији почео је скоро одједном и укључивао је герилско ратовање. Централно командована војна завереничка активност започета је са Службом победи Пољске (пољ. Służba Zwycięstwu Polski), основаном 27. септембра 1939. Предратне политичке партије у Пољској такође су наставиле активности. Службу је заменила пољска влада у егзилу у Паризу са Савезом оружане борбе (пољ. Związek Walki Zbrojnej), под командом генерала Казимјержа Соснковског, министра у тој влади.
У јуну 1940. Владислав Сикорски, премијер у егзилу и главни војни командант, поставио је генерала Стефана Ровецког, који је живео у Пољској, на челу Уније. Батаљон Члопски, партизанска снага сељачког покрета, била је активна од августа 1940. и достигла 150.000 учесника до јуна 1944. године. Армија Крајова (пољ. Armia Krajowa или AK), одана влади у егзилу у Лондону, била је армија Пољске подземне државе, формирана је од Савеза оружане борбе и других група у фебруару 1942. године. У јулу су се њене снаге приближиле 200.000 заклетих војника, који су предузели многе успешне антинацистичке војнике. Гвардија Лудова и њена наследница Армија Лудова биле су много мање левичарске формације, подржане од стране Совјетског Савеза и под контролом Пољске радничке партије. Национална војна организација била је војна структура Националне партије. Њене снаге су се поделиле 1942. и поново 1944. године, а већина се придружила Армији Крајови, а остатак је формирао ултранационалистичке националне оружане снаге које су деловале одвојено. До средине 1944. године дошло је до делимичног спајања неколико подземних формација и бројчана снага АК је достигла око 400.000, али је снабдевање оружјем остало прилично ограничено. Према Чубињском, АК је избројао 300.000 војника који су извршили око 230.000 акција саботажа и диверзија током рата. Према Збигњеву Миколејку, 200.000 војника и цивила учествовало је у активностима АК током рата. Међутим, ресурси Армије Крајове били су толико оскудни да су у пролеће 1944. могли ефикасно опремити само око 30.000 бораца. Партизански напади су такође били ометени нацистичком политиком одмазде против цивилног становништва, укључујући масовна погубљења случајно заокружених појединаца. Окупатори би обично убили стотину пољских цивила за сваког Немца убијеног од стране отпора. АК је наишао на тешкоће у успостављању у источним провинцијама (Креси всходње) и у западним областима које су прикључене Немачкој. Генерал Ровецки је издан и ухапшен од стране гестапа у јуну 1943. године.
Подземна држава настала је у априлу 1940. године, када је влада у егзилу планирала да оснује своја три „делегата“ у окупираној Пољској: за генералну владу, подручја која су припадала Немачкој и зону под окупацијом Совјетског Савеза. Након пада Француске, структура је ревидирана тако да је укључивала само једног делегата. Подземну државу подржавали су главни предратни политички блокови у Пољској, укључујући сељачке, социјалистичке, националистичке и католичке странке и апсорбовали многе присталице Санационе владе, понижене поразом из 1939. године. Странке су успоставиле тајну сарадњу у фебруару 1940. и посветиле се будућој послератној парламентарној демократији у Пољској. Од јесени 1940. „државу“ је предводио делегат (Кирил Ратајски) којег је именовала пољска влада у Лондону. Подземна држава је одржала континуитет пољске државности у Пољској и спровела широк спектар политичких, војних, административних, друштвених, културних, образовних и других активности, у оквиру практичних граница конспиративног окружења. У новембру 1942. Јан Карски, специјални изасланик, послат је у Лондон, а касније у Вашингтон, да упозори западне савезнике на предстојеће истребљење Јевреја у Пољској. Карски је био у ситуацији да пренесе своја лична запажања америчким јеврејским вођама и састао се са председником Рузвелтом.

### Након операције Барбароса
Леополд Трепер, пољско-јеврејски комуниста, радио је као главни шпијун и био је шеф мреже Црвеног оркестра у западној Европи. Постао је свестан и обавестио Стаљина о нацистичкој операцији Барбароса, али совјетски лидер није уважио, као ни слична упозорења од његовог врхунског обавештајног официра у Јапану, Ричарда Сорга, та озбиљна упозорења на предстојећу инвазију нациста.
У Пољској, комунисти, активнији након нацистичке инвазије на Совјетски Савез 1941. године, и десничарски екстремисти, нису се придружили широкој коалицији нити признали владиног делегата. Стање пољског оружаног отпора било је отежано чињеницом да су савезници сада доделили Пољску совјетској сфери операција, а Британија се суздржала или ограничила подршку покретима отпора у централној и источној Европи.
Након операције Барбароса, совјетски партизани су се такође организовали и постали војно активни у Генералном губернаторству. Они су углавном били у складу са пољском левичарском Гвардијом Лудовом и представљали су значајну претњу ауторитету АК-а, који није усвојио политику директнијих и распрострањенијих конфронтација са нацистима до 1943. Совјетски партизани били су посебно распрострањени у Белорусији и у другим деловима Кресија.[y] Присуство различитих партизанских формација, које су често представљале непомирљиву политичку оријентацију, пратиле су контрадикторне војне стратегије и биле су међусобно непријатељске, укључујући и јеврејске, националне оружане снаге, Батаљон Члопски (некад десничарски, некад левичарски) и банде криминалаца које су нападале локално становништво што је доводило до оружаних сукоба, убистава, хаоса и неизвесности, јер су совјетске армије, након што су потврдиле своју супериорност на Источном фронту, дошле до предратних источних граница Пољске.
Уз Стаљиново охрабрење, успостављене су пољске комунистичке институције које се супротстављају влади у егзилу и Подземној држави. Међу њима су били Пољска радничка партија (од јануара 1942) и Државни национални савет у окупираној Пољској, као и Савез пољских патриота у Совјетском Савезу.
Групе јеврејске борбене организације организовале су оружане отпоре 1943. године. У априлу су Немци почели депортовати преостале Јевреје из Варшавског гета, што је довело до устанка у Варшавском гету (19. април–16. мај). Пољско-јеврејски лидери знали су да ће устанак бити угушен, али они су више волели да умру у борбама, него да чекају да буду депортовани у логоре смрти.
У августу 1943. и марта 1944. године, Подземна држава је објавила свој дугорочни план, делимично дизајниран да се супротстави привлачностима неких комунистичких предлога. Обећала је парламентарну демократију, аграрну реформу, [[Национализација|национализацију индустријске базе, снажније синдикате, захтеве за територијалну компензацију од Немачке и поновно успостављање источне границе по стању пре 1939. године. Дакле, главна разлика између Подземне државе и комуниста, у смислу политике, није била радикална економска и социјална реформа, коју су заговарале обе стране, већ њихов став према националном суверенитету, границама и пољско-совјетским односима.

### Операција Темпест и Варшавски устанак
Почетком 1943. године, Армија Крајова је окупила своје снаге у припреми за национални устанак. Ситуација се убрзо закомпликовала сталним јачањем Немачке и претњом коју су представљали Совјети, који су промовисали територијалну и политичку визију будуће Пољске која је била у сукобу са оним чиме су пољски лидери тежили. Веће националног јединства, квази парламент, основано је 9. јануара 1944. године у окупираној Пољској, њиме је председавао Казимјерж Пузак, социјалиста. План за успостављање пољске државне власти уочи доласка Совјета био је под кодним називом Операција Темпест и почео је крајем 1943. године. Његови главни имплементирани елементи били су кампања 27. пешадијске дивизије на Волинију (од фебруара 1944), Операција Остра Брама у Вилњусу и Варшавски устанак. У већини пољско-совјетских састанака, Совјети и њихови савезници су на крају одлучили да не сарађују са Армијом Крајовом и безобзирно су наметали своју власт, у случају Варшавског устанка Совјети су чекали да Немци победе побуњенике. Снаге пољске деснице су тражиле да се заустави рат против Немачке и да се концентришу на борбу против комуниста и совјетске претње.
Како операција „Темпест“ није успела да оствари своје циљеве у спорним источним провинцијама, Совјети су захтевали да се тамо распусти Армија Крајова, а њени подземни војници да се пријаве у прву совјетску Прву пољску армију. Командант AK Тадеуш Бор-Коморовски распуштио је крајем јула 1944. своје формације источно од реке Буг и наредио борцима да се придруже војсци коју је предводио Жигмунт Берлинг. Неки партизани су се покорили, други су одбили и многи су ухапшени и прогнани.
У лето 1944. године, када су совјетске снаге приступиле Варшави, АК је припремио устанак у главном граду окупираном од стране Немачке, са политичком намером да се спречи стварање комунистичке владе у Пољској. Пољски врховни командант у Лондону, генерал Соснковски, противио се стратегији АК да води отворено ратовање против немачких снага уочи доласка совјетских војски (ефективни опсег тих војних подухвата био је у сваком случају ограничен због недовољних ресурса и спољних притисака), као самодеструктивни за АК. Он је послао генерала Леополда Окулицког у Пољску у мају 1944. године, налажући му да не дозвољава наставак таквих акција. Када је стигао у Пољску, Окулицки је уместо тога следио своје идеје, а у Варшаву је постао најгласнији заговорник устанка, тражећи брз почетак противнемачких акција. Премијер Станислав Миколајчик, који је сматрао да ће устанак у Варшави побољшати његову преговарачку позицију у предстојећим преговорима са Стаљином, послао је телеграм 27. јула Јану Станиславу Јанковском, владином делегату, тражећи дозволу пољске владе у егзилу за подизање устанка од стране пољских подземних власти у Варшави, у тренутку који они изаберу. За неке од подземних команданата, немачки колапс и улазак Совјета изгледали су неизбежни, а АК, на челу са Бор-Коморовским, подигао је Варшавски устанак 1. августа. Опрема и залихе побуњеника биле би довољне само за неколико дана борбе и планирано је да устанак не траје више од тога. Миколајчик је 3. августа, у разговору са Стаљином у Москви, најавио да је питање дана када ће „ослободити Варшаву“ и затражио војну помоћ. Стаљин је обећао помоћ побуњеницима, али је напоменуо да су совјетске војске још увек одвојене од Варшаве моћним и до сада непораженим концентрацијама непријатељских трупа.
У Варшави се показало да су Немци још увек веома јаки, а совјетски лидери и њихове снаге у близини, које нису консултоване унапред, супротно очекивањима побуњеника, пружили су мало помоћи. Стаљин није био заинтересован за успех устанка након неуспеха преговора са Миколајчиком, совјетска информативна агенција ТАСС изјавила је у емисији 13. августа да је „одговорност за догађаје у Варшави потпуно у складу са пољским емигрантским круговима у Лондону“. Пољаци су се обратили западним савезницима за помоћ. Краљевско ратно ваздухопловство и пољско ваздухопловство са седиштем у Италији били су спремни за напад, али се мало тога могло постићи без совјетског учешћа. Позван од стране Комунистичког пољског одбора за национално ослобођење и западних лидера, Стаљин је на крају допустио ваздушни десант и дао ограничену војну помоћ. Совјетски снабдевачки летови настављени су од 13. до 29. септембра, а америчкој операцији било је дозвољено да слети на територију под совјетском контролом, али до тада је област под контролом побуњеника била знатно смањена и велики део испуштеног материјала је изгубљен. Неуспели покушај генерала Берлинга да подржи борце 15. и 23. септембра користећи своје пољске снаге (јединице Прве армије су прешлеВислу али су биле тешко поражене у борби за мостобран) окончао је његову каријеру.[z] Совјети су на неколико месеци обуставили свој западни притисак на Вислу, усмеравајући своју пажњу на југ према Балкану.
У главном граду Пољске, формације АК првобитно су преузеле значајне делове града, али су од 4. августа морале усмерити своје напоре на одбрану, а територија под пољском контролом се стално смањивала. Округ АК у Варшави имао је 50.000 чланова, од којих је можда 10% имало ватрено оружје. Суочили су се са појачаним немачким специјалним корпусом од 22.000 припадника Шуцштафела и разних редовних војних и помоћних јединица, укупно до 50.000 војника. Пољска команда је планирала да оснује привремену пољску администрацију како би поздравила долазак Совјета, али није била ни близу да постигне овај циљ. Немци и њихови савезници учествовали су у масовном покољу цивилног становништва, укључујући између 40.000 и 50.000 масакрираних у окрузима Вола, Очота и Мокотов. СС и помоћне јединице које су регрутоване од дезертера совјетске војске (бригада Дирлевангер и бригада Р. О. Н. А.) биле су посебно бруталне.
Након предаје устаника 2. октобра, борци АК-а су добили статус ратних заробљеника од стране Немаца, али је цивилно становништво остало незаштићено а преживели су кажњавани и евакуисани. Процењује се да су пољске жртве најмање 150.000 цивила убијених, поред мање од 20.000 војника АК-а. Немачке снаге су изгубиле више од две хиљаде људи. Преко три хиљаде војника Прве пољске армије погинуло је у неуспелом покушају спашавања. 150.000 цивила је упућено у радне логоре у Рајху или отпремљено у концентрационе логоре као што су Равензбрик, Аушвиц, и Маутхаузен. Град је готово потпуно срушен од стране немачких бомбардерских напада, али тек након систематског пљачкања уметничких дела и друге имовине која је затим пребачена у Немачку. Генерал Соснковски, који је критиковао савезничко неделовање, разрешен је дужности. Након пораза операције Темпест и Варшавског устанка, преостали отпор у Пољској (Подземна држава и АК) био је у великој мери дестабилизован, ослабљен и са оштећеном репутацијом, у тренутку када су међународни процеси доношења одлука које утичу на будућност Пољске били спремни ући у своју завршну фазу. Варшавски устанак омогућио је Немцима да у великој мери униште АК као борбену снагу, али су главни добитници били Совјети и комунисти, који су успели наметнути комунистичку владу послератној Пољској са смањеним ризиком од оружаног отпора. Совјети и Прва армија Пољске, након што су наставили своју офанзиву, ушли су у Варшаву 17. јануара 1945. године. У јануару 1945. године, Армија Крајова је била званично расформирана. АК под генералом Окулицким након што је генерал Бор-Коморовски постао немачки затвореник, крајем 1944. године била је крајње деморализована. Окулицки је 19. јануара издао наређење о распуштању АК-а, након одобрења председника Рачкјевича. Структура цивилне подземне државе и даље је постојала и надала се да ће учествовати у будућој влади Пољске.

## Холокауст у Пољској

### Јевреји у Пољској
Упркос разним облицима антијеврејског узнемиравања у касној предратној Пољској, јеврејска заједница је била највећа у Европи и најнапреднија. Јевреји су чинили велики проценат (већину на многим местима) градске буржоазије и градске сиротиње.
Године 1938. пољска влада је донела закон којим је пољско држављанство одузимано онима који су живели изван Пољске више од пет година. Закони су били усмерени и коришћени да спрече десетине хиљада пољских Јевреја у Аустрији и Немачкој, којима је нацистички режим претио или их протерао, да се врате у Пољску.
Пољски курир Јан Карски писао је о јеврејским, пољским и немачким односима у децембру 1939. године. По његовом мишљењу, неки Пољаци су осећали презир и ужас у погледу варварских антијеврејских метода нациста, док су други гледали на њихове активности са пажњом и дивљењем. Он је упозорио на опасност од деморализације широких сегмената пољског друштва због уског заједничког става који су нацисти делили са многим етничким Пољацима о јеврејском питању. Локални антисемитизам, подстакнут нацистима и појачан њиховом пропагандом, огледао се током рата у многим случајевима насиља усмереног против Јевреја. Према Лоренсу Вајнбому који је цитирао Александра Смолара, „у ратном пољском друштву ... није било колаборационе стигме везане за деловање против Јевреја“. Према писцу и истраживачу Ани Биконт, већина Јевреја који су побегли из гета нису могли преживети рат чак и ако су имали материјалне ресурсе и друштвене везе, јер су их етнички Пољаци марљиво и упорно искључивали из пољског друштва.

### Нацистички прогон и укидање гета
Прогон Јевреја од стране нацистичке окупационе владе, посебно у урбаним срединама, почео је одмах након почетка окупације. У првој години и по, Немци су се ограничавали на уклањање Јевреја из њихових домова, стављајући их у гета (отприлике 400 гета је основано од октобра 1939. године) и присиљавајући их на рад у ратним индустријама. Хиљаде Јевреја су преживели тако што су успели да остану изван гета. Током овог периода, јеврејски такозвани савети, Јуденрат, били су организовани у градовима са значајним јеврејским становништвом и могли су у одређеној мери преговарати са Немцима. Већ током ове почетне фазе десетине хиљада Јевреја је умрло због фактора као што су пренасељеност, болести и изгладњивање. Остали су преживели, подржани од стране јеврејске агенције за друштвену самопомоћ и неформалним трговинама и кријумчарењима хране и намирница у гета.
Гета су укинута када су њихови становници отпремљени на робовски рад и логоре за истребљење. Лођски гето, један од највећих и најизолованијих, трајао је и најдуже (од априла 1940. до августа 1944.), јер је тамо произвођена роба за нацистичку ратну економију. Депортације из Варшавског гета почеле су у јулу 1942. Оне су биле потпомогнуте од стране колаборациониста, као што је јеврејска полиција, и противиле се отпору, укључујући и Јеврејску борбену организацију (ЖОБ). Процењује се да је у гетима погинуло око 500.000 Јевреја, а додатних 250.000 убијено је током њиховог укидања.
Док су многи Јевреји реаговали на своју судбину са неверицом и пасивношћу, догодиле су се побуне, укључујући оне у логорима Треблинка и Собибор и у бројним гетима. Левичарски ЖОБ основан је у Варшавском гету у јулу 1942. године и убрзо је био под командом Мордехаја Ањелевича. Након што су нацисти 19. априла 1943. започели ликвидацију преостале популације гета, стотине јеврејских бораца су се побунили. Устанак у Варшавском гету трајао је до 16. маја и резултирао је убијањем на хиљаде Јевреја, а десетине хиљада је пребачено у Треблинку. Армија Крајова и становници Варшаве помагали су борцима у гету.

### Истребљење Јевреја
Након немачког напада на Совјетски Савез у јуну 1941. године организовани су специјални одреди за истребљење (Ајнзацгрупе) да би се убили Јевреји у областима источне Пољске које су припале Совјетима 1939. године. Нацистички антијеврејски прогони попримили су карактеристике и пропорције геноцида, а од јесени 1941. организовано је Коначно решење. Логор Хелмно у близини Лођа био је први отворени логор у овом новоосвојеном подручју. Почевши од 8. децембра 1941. године, тамо је убијено најмање 150.000 Јевреја.
Око два милиона Јевреја убијено је након почетка операције Барбароса, углавном од стране Немаца, у подручјима у којима је совјетско присуство замењено нацистичком окупацијом. Посебно у првим недељама немачке офанзиве, хиљаде Јевреја је убијено од стране припадника локалних заједница у западним деловима совјетске зоне, као што су балтичке земље, источна Пољска и западна Украјина. Погроми, охрабривани од стране Немаца, понекад су били почињени првенствено или искључиво од стране локалног становништва, укључујући Литванце, Белорусе, Украјинце и Пољаке.
Немци су 1942. године систематски убијали Јевреје, почевши од јеврејске популације Генералног губернаторства. Генерално губернаторство је имала највећу популацију Јевреја у Европи и одређено је да буде примарна локација нацистичких постројења за елиминацију Јевреја. Основано је шест логора смрти (Аушвиц, Белзец, Хелмно, Мајданек, Собибор и Треблинка) у којима је између 1942. и 1945. године спроведена најекстремнија мера холокауста, масовно убиство милиона Јевреја из Пољске и других земаља. Скоро три милиона пољских Јевреја је убијено, већина у логорима смрти током такозване операције Рајнхарт.
Затвореници многих националности држани су у Аушвицу, а делови комплекса служили су као брутални и смртоносни радни логор, али је око 80% Јевреја који су пристигли директно изабрано за смрт (око 900.000 људи). Аушвиц, за разлику од Треблинке или Белзеца, није био строго логор смрти, али је ипак дао највећи број јеврејских жртава.[k] Од предратне јеврејске популације Пољске од око три милиона, око 10% преживело је рат. Davies wrote of some 150,000 Jews surviving the war in Poland. Између 50.000 и 100.000 преживело је у скривању уз помоћ других Пољака према Кочанском, а између 30.000 и 60.000 према Сови. Давид Варшавски је писао о процењеним 50.000 Јевреја који су преживели у Пољској, од којих је већина била у логорима. Према историчару Јану Грабовском, око 35.000 пољских Јевреја је преживело рат у Пољској, али он сматра да су јеврејске смрти које су директно или индиректно проузроковали етнички Пољаци износиле у стотинама хиљада (жртве плаве полиције и цивила). Око 250.000 Јевреја је побегло из окупиране Пољске и отишло углавном у Совјетски Савез. У Треблинки (месту које је, заједно са Аушвицом, узроковало највећи број јеврејских жртава) и другим локацијама за истребљење, Хајнрих Химлер је био наредио да се спроведу мере намењене прикривању нацистичких злочина и спречавању њиховог откривања у будућности. 
Роми су такође били означени од стране нациста за потпуну елиминацију. Од 80.000 Рома који живе у Пољској, 30.000 је преживело немачку окупацију.

### Напори за спасавање Јевреја
Неки Пољаци су покушали спасити Јевреје. У септембру 1942. године, на иницијативу Зофја Козак-Шчуцка, основана је Привремена комисија за помоћ Јеврејима (пољ. Tymczasowy Komitet Pomocy Żydom). Ово тело је касније постало Савет за помоћ Јеврејима (пољ. Rada Pomocy Żydom), познато под кодним именом Жегота и под покровитељством пољске делегационе владе. Жегота је посебно била истакнута због операције спасавања деце коју је водила Ирена Сендлерова. Јеврејска деца су прокријумчарена из Варшавског гета пре него што је гето елиминисан и тако су спашена. Због таквих акција, пољски грађани имају највећи број добитника награда Праведни међу народима додељених од стране Јад Вашем музеја. Хиљаде Јевреја спашено је уз помоћ гркокатоличког митрополита Андреја Шепитског у западној Украјини.
Помагање Јеврејима је било изузетно опасно, јер су људи који су били укључени изложили себе и своје породице нацистичкој казни смрћу. Званична политика пољске владе у егзилу и Пољске подземне државе позивала је на пружање помоћи Јеврејима. Међутим, они су реаговали на трагичне догађаје са кашњењем и били су ометани оним што је генерал Стефан Ровецки, шеф оружаног подземља, окарактерисао као превасходно антисемитски став пољског друштва. Банде и појединци осудили су Јевреје и пљачкали јеврејске жртве. Десничарске организације, као што су Национални радикални камп (ОНР) и Националне оружане снаге (НСЗ), остале су антисемитске током периода окупације.

## Пољско-украјински сукоб

### Позадина
Крвави етнички сукоб догодио се током Другог светског рата у подручјима данашње западне Украјине, у којима су у то време живели Украјинци и пољска мањина (а до скора и Јевреји, од којих су већину убили нацисти пре 1943. године). Украјинци, који су окривили Пољаке за спречавање стварања своје националне државе и за пољску националну политику (као што је војна колонизација у Креси всходње), предузели су током међуратних година кампању терора предвођену од стране Организације украјинских националиста (ОУН). Под Пилсудским и његовим наследницима пољске државне власти су реаговале оштрим мерама пацификације. Догађаји који су се одвијали током 1940-их били су наслеђе ове огорчености и резултат других фактора, као што су активности нацистичке Немачке и Совјетског Савеза. Украјинци, којима су нацисти углавном доделили исти нижи статус као Пољацима, у многим практичним аспектима добили су повољнији третман. Међутим, Немци су спречили украјинске покушаје да оснују украјинску државу, затворили украјинске вође и поделили окупиране земље које су Украјинци сматрали својим двема административним јединицама. Након совјетске побједе у Стаљинграду, украјински националисти страховали су од понављања сценарија после завршетка Првог светског рата: вакуума моћи који су напустиле исцрпљене велике силе и пољског оружаног преузимања западне Украјине. Са циљем да се земља очисти од Пољака или пољских интереса, Украјинска устаничка армија (УПА) се обавезала да ће створити етнички хомогено украјинско друштво, физичком елиминацијом Пољака. Немачки окупатори, чија је дугогодишња политика била да додатно погоршају пољско-украјинско непријатељство, углавном нису интервенисали у резултирајућим кампањама етничког чишћења.

### Етничко чишћење
Ратни пољско-украјински сукоб започео је масакром Пољака у Волињу (пољ. Rzeź wołyńska), кампањом етничког масовног убиства у западном Рајхскомесаријату Украјине, која се пре рата налазила у саставу Пољске. Цео сукоб се одвијао у периоду од краја марта 1943. до августа 1947. године. Акције, које је у великој мери организовала и водила УПА заједно са другим украјинским групама и локалним украјинским сељацима у три бивше пољске покрајине (војводства), довело је до убијања између 50.000 и 60.000 пољских цивила само у Волињу. Остале главне области покоља биле су источна Галиција (20,000–25.000 убијених) и југоисточна провинција Лублин (4,000–5.000 убијених). Врхунац масакра догодио се у јулу и августу 1943. године, када је Дмитро Кљачкивски, високи командант УПА, наредио истребљење целог етнички пољског становништва између 16 и 60 година. Стотине хиљада Пољака напустило је погођена подручја. Масакри које је починила УПА довели су до етничког чишћења и одмазде од стране Пољака против локалних Украјинаца и источно и западно од Керзонове линије. Процене о броју убијених Украјинаца у Пољској варирају од 10.000 до 20.000 у свим областима погођеним сукобом. Украјински историчари дају већи број украјинских губитака. Убиства из освете извршена су од стране Армије Крајове, батаљона Члопсли и пољских јединица за самоодбрану. Они су били суздржани од покретања неселективних напада пољске владе у егзилу, чији је циљ био да поново преузму и управљају западном Украјином након рата. Као резултат жестоких борби које су се догодиле у мају и јуну 1944. године, успостављен је пољско-украјинска фронт уз реку Хучву са неколико хиљада учесника са обе стране, а престао је да постоји након доласка совјетске војске.
Етничко чишћење и осигуравање етничке хомогености достигло је свој пуни обим након што је послератно совјетско и пољско комунистичко уклањање пољског и украјинског становништва на одговарајуће стране границе између Пољске и Совјетске Украјине и спровођењем операције Висла, расељавање Украјинаца који су остали у Пољској у удаљеним деловима земље. Делимично због узастопних окупација у региону, етнички Пољаци и Украјинци су били брутално супротстављени једни другима, прво под немачком окупацијом, а касније под совјетском окупацијом. Десетине или стотине хиљада на обе стране (процене се веома разликују) изгубиле су животе током овог сукоба.

## Влада у егзилу, комунистичка победа

### Пољска влада у Француској и Британији
Због интернирања лидера пољске владе у Румунији, практично нова влада основана је у Паризу као влада у егзилу. Под француским притиском, 30. септембра 1939. Владислав Рачкјевич је именован за председника, а генерал Владислав Сикорски је постао премијер и главни заповедник пољских оружаних снага, реконструисаних на западу као подземни покрет у окупираној Пољској. Влада у егзилу била је овлашћена од стране лидера санационе владе интернираних у Румунији и замишљена је као наставак предратне владе, али је била оптерећена јаким тензијама између симпатизера санационог режима, на челу са председником Рачкјевичом и генералом Казимјержом Соснковским, и антисанационом опозицијом, коју су предводили премијер Сикорски, генерал Јозеф Халер, и политичари из пољских странака које су у прошлости прогоњени у Санационој Пољској. Пољски Устав из 1935. године, који је опозиција претходно одбацила као нелегитиман, задржан је због континуитета националне владе. Председник Рачкјевич се сложио да не користи своје изванредна овлашћења, одобрена тим уставом, осим у договору са премијером. Постојали су позиви да тужилаштво за ратне злочине над врховним лидерима буде сматрано одговорним за пораз из 1939. године. Сикорски је блокирао такве покушаје, али је дозволио облике прогона многих људи који су сматрани компромитованим због своје прошле улоге у пољским владајућим круговима.
У децембру 1939. основан је квазапарламентарни и саветодавни Национални савет. Председавајући је био пољски високи државник Игнаци Падеревски. Потпредседници су били Станислав Миколајчик, вођа сељачког покрета, Херман Лиеберман, социјалиста, и Тадеуш Бјелецки, националиста.
Очекивало се да ће се рат ускоро завршити победом савезника, а циљ владе био је да се поново успостави пољска држава по границама пре 1939. године, увећана за Источну Пруску, Данциг, и планираним значајним прилагођавањима западне границе, а све то на рачун Немачке. Влада је Пољску сматрала у ратним стањем са Немачком, али не и са Совјетским Савезом, чији однос није био јасно дефинисан.[f] Проблем источне границе поставио је пољску владу на колизијски курс не само са Совјетима, већ и са западним савезницима, чији су многи политичари, укључујући и Винстона Черчила, стално размишљали о правој источној граници Пољске у смислу „Керзонове линије“. Владу у егзилу у Паризу признале су Француска, Британија и многе друге земље и била је веома популарна у окупираној Пољској. До пролећа 1940. у Француску и другим местима мобилисана је 82.000 пољских војника. Пољски војници и бродови борили су се у Норвешкој кампањи.
Француска је нападнута и поражена од стране Немачке. Јединице пољске војске, распршиле су се и прикључиле разним француским формацијама, бориле су се у одбрани Француске и покриле француско повлачење, изгубивши 1.400 војника. Сикорски је 18. јуна 1940. отишао у Енглеску и договорио евакуацију пољске владе и оружаних снага на Британским острвима. Само 19.000 војника је било евакуисано, што је износило мање од четвртине пољског војног особља основаног у Француској.[h]
Настављене су борбе унутар владиних кругова у егзилу. Председник Рачкјевич је 18. јула отпустио премијера Сикорског због неслагања око могуће сарадње са Совјетским Савезом. Присталице Сикорског у пољској војсци и британској влади су интервенисали и Сикорски је поново враћн на дужност, али су унутрашњи сукоби међу пољским емигрантима појачани.
Пољски пилоти су постали славни због својих изузетних доприноса током битке за Британију. Пољски морнари, на пољским и британским бродовима, служили су у бици за Атлантик. Пољски војници су учествовали у Северноафричкој кампањи.

### Евакуација Пољске армије из Совјетског Савеза
Након што је Немачка напала Совјетски Савез 22. јуна 1941., британска влада се 12. јула удружила са Совјетским Савезом, а Черчил је притискао Сикорског да постигне договор са Совјетима. Споразум Сикорски-Мајски потписан је 30. јула упркос снажном отпору противника Сикорског у влади у егзилу (тројица министара поднела су оставке, укључујући министра спољних послова Аугуста Залеског и генерала Соснковског) чиме су пољско-совјетски дипломатски односи обновљени. Територијални аспекти споразума Рибентроп-Молотов били су поништени. Пољски војници и други затвореници у Совјетском Савезу од 1939. године су ослобођени и договорено је формирање Пољске армије, чији је циљ био борба на Источном фронту, помоћ Црвеној армији у ослобођењу Пољске и успостављању суверене Пољске државе. Остала питања, укључујући и границе Пољске, била су решена касније. Пољско-совјетски војни споразум потписан је 14. августа, у њему је покушано да се прецизирају политички и оперативни услови за функционисање пољске војске. Сикорски је желео да пољска војска буде распоређена у одбрану нафтних поља Кавказа, што би јој омогућило да одржава блиске контакте са британским снагама..
Да би се разрешили различити проблеми који су се појавили током регрутовања и обуке пољских дивизија и њиховог планираног коришћења, Сикорски је отишао у Совјетски Савез, где је преговарао са Стаљином. Двојица лидера најавила су заједничку декларацију „пријатељства и узајамне помоћи“ 4. децембра 1941. године. Али наставиле су се политичке и практичне потешкоће, на пример, Совјети нису могли или нису били вољни да правилно хране и снабдевају Пољаке. На крају, уз британску помоћ, шеф пољске војске у Совјетском Савезу Владислав Андерс и Сикорски добили су Стаљинову дозволу да преместе снаге на Средњи исток. Према једном извору, 78.631 пољских војника и десетине хиљада цивила напустило је Совјетски Савез и отишло у Иран током пролећа и лета 1942. године. Већина војника генерала Андерса формирала је II корпус на Блиском истоку, одакле је корпус превезен у Италију почетком 1944. године, како би учествовао у Италијанској кампањи. Његова снага од 60.000 војника порасла је на 100.000 до средине 1945. године. У суштини, пољски војници су одведени из места где су могли да појачају несигуран положај пољске владе у егзилу и утичу на послератну судбину Пољске, што из Италије, како се показало, нису могли.[g]

### У сенци совјетске офанзиве, смрт премијера Сикорског
Како су совјетске снаге започеле своју офанзиву на западу победом код Стаљинграда, постајало је све очигледније да је Стаљинова визија будуће Пољске и њених граница била битно другачија од оне коју је имала пољска влада у Лондону и Пољска подземна држава. Пољско-совјетски односи су се погоршавали. Пољске комунистичке институције се супротстављају прозападним покрета основаним у Пољској у јануару 1942. (Пољска радничка партија) и у Совјетском Савезу (Савез пољских патриота). Почетком 1943. пољски комунисти (њихова делегација на челу са Владиславом Гомулком) ангажовали су се у Варшави у преговорима са делегацијом владе у егзилу, али није постигнут заједнички договор и делегација је прекинула разговоре након совјетско-пољског разилажења у дипломатском односе у вези са Катињским масакром. Пољска радничка партија формулисала је свој посебан програм и од новембра је званично била под вођством Гомулке. На иницијативу Савеза пољских патриота, којим је председавала Ванда Василевска, Совјети су у пролеће 1943. почели да регрутују левичарску пољску војску коју је предводио пуковник пољске војске Жигмунт Берлинг, да би заменили „издајничку“ Андерсову војску која је распуштена. Кошцјучка дивизија је пожурила на своје прво војно ангажовање и борила се у бици код Ленина 12. и 13. октобра. Совјетска комунистичка фракција, организована око Централног бироа пољских комуниста (активирана јануара 1944.), у режији будућих стаљинистичких пољских владајућих личности као што су били Јакуб Берман, Хилари Минц и Роман Замбровски, била је све више утицајна. Они су такође имали доминантан утицај на формирање Берлингове прве пољске војске 1943–1944. 
У априлу 1943. године, Немци су открили гробнице 4.000 или чак и више пољских официра у Катињу, у близини Смоленска. Пољска влада, сумњајући да су Совјети починили тај злочина, затражила је од Црвеног крста да истражи. Совјети су одбацили умешаност и Сикорски је тај захтев убрзо повукао под британским и америчким притиском, али је Стаљин реаговао „суспендовањем“ дипломатских односа с пољском владом у егзилу 25. априла. Информације о масакру у Катињу потиснуте су током и након рата од стране Британаца, којима је то срамно откриће представљало политичке потешкоће.
Премијер Сикорски, најистакнутији од пољских лидера у егзилу, погинуо је у намерно изазваној авионској несрећи у близини Гибралтара 4. јула 1943. Сикорског је на месту шефа владе у егзилу наследио Станислав Миколајчик а Казимјерж Соснковски као врховни командант. Сикорски је био вољан да блиско сарађује са Черчилом, укључујући и питање сарадње са Совјетима. Премијер је сматрао да ће стратешке и економске слабости Пољске бити елиминисане преузимањем немачке Источне Пруске, Помераније и Шлезије и да су пољски територијални уступци на истоку били изводљиви. Са друге стране, Сикорском је приписано да је спречио да совјетски територијални захтеви буду одобрени у англо-совјетском уговору из 1942. године. После његове смрти, положај пољске владе у савезничкој коалицији се још више погоршао и она се распало честим свађма.

### Одбијање владе у егзилу
На Московској конференцији министара спољних послова трију савезничких великих сила (октобар 1943.), на захтев пољске владе није било разговора о границама, али је амерички председник Френклин Делано Рузвелт већ изразио своју подршку одобравању британске Керзонове линије као будуће пољско-совјетска граница. Силе су представиле поделу Европе на сфере утицаја и Пољска је била смештена у совјетску сферу. Пољаци су такође били разочарани недостатком напретка у погледу наставка пољско-совјетских дипломатских односа, што је било хитно питање, јер су се совјетске војске кретале ка пољским границама из 1939. године.
У новембру и децембру 1943. године одржана је Техеранска конференција савезничких лидера. Председник Рузвелт и премијер Черчил сложили су се са Стаљином о питању коришћења линије „Керзон“ као основе нове источне границе Пољске и вратити Пољској територије одузете од стране Немачке. Стратешки ратни савез са Совјетима неминовно надмашује лојалност Запада према пољској влади и људима. Пољаци нису били консултовани нити су били добро информисани о три одлуке лидера савезника.
Са одуговлачењем западних савезника за почетак озбиљног офанзивног подухвата на западу,[j] било је јасно да ће Совјетски Савез ући у Пољску и отјерати нацистичке Немце. Совјетска офанзива у циљу заузимања слива Висле почела је у јануару 1944. године. Черчил је вршио притисак на премијера Миколајчика, тражећи сарадњу са Совјетима, укључујући и по питању граница. Док је Црвена армија марширала у Пољску победивши нацисте, Стаљин је ојачао свој став против пољске владе у егзилу, не желећи само признавање предложених граница, већ и оставку владе и свих елемената 'непријатељских према Совјетском Савезу' , што је значило и оставку председника Рачкиквича, заповедника оружаних снага Соснковског и других министара.
Подземне владине структуре су формиране од стране Сељачке алијансе, Социјалистичке партије, Националне алијансе и Алијансе рада. Оне су деловале као ривали у крхкој коалицији, од којих је свака дефинисала свој идентитет и спремале се за очекивану послератну борбу за власт. Пољска влада у Лондону губила је ионако слаб утицај на ставове британске и америчке владе.
Британски и совјетски захтеви према влади у егзилу направљени су у јануару 1944. године, у контексту могућег обнављања пољско-совјетских дипломатских односа и, зависно о пољском споразуму, совјетског пристанка на независну, вероватно „финализовану“ пољску државу. После одбијања да прихвате услове од стране пољске владе, Совјети су подржавали само левичарске структуре власти које су биле у процесу организовања, омогућавање контаката са Миколајчиком, али већ само у оквиру комунистичке контроле.[q]
После контроверзне посете Оскара Р. Ланга Совјетском Савезу, у САД је у мају 1944. основан Пољски амерички конгрес, Међу циљевима организације била је промоција интереса независне Пољске пред америчком владом. Миколајчик је посетио САД у јуну и неколико пута се састајао са председником Рузвелтом, који га је позвао да путује у Москву и директно разговара са совјетским лидерима. Миколајчик, који је касније учествовао у преговорима са Стаљином и новом пољском комунистичком владом (ПКВН), на крају је поднео оставку, а Томаш Арцичевски постао је нови премијер у егзилу у новембру 1944. године. Миколајчикове несугласице са својим коалиционим партнерима (није био у стању да убеди министре да обнова предратних источних граница Пољске више није била изводљива и да су били потребни додатни компромиси) и његов одлазак створио је вакуум, јер су Британци и Американци практично били неспремни да сарађују са пољском владом која је уследила.[o]
Године 1944. пољске снаге на западу су дале значајан допринос рату. У мају, учествујући у Италијанској кампањи, Други корпус под генералом Андерсом заузео је тврђаву Монте Касино и отворио пут за Рим. Током лета и јесени, корпус је учествовао у бици код Анконе и офанзиви на Готској линији, завршавајући кампању битком у Болоњи у априлу 1945. У августу 1944. године, након искрцавања у Нормандији, генерал Станислав Мачек се истакао у бици код Фалеза. Након учествовања у бици код Шамбое и одбране брда 262, дивизија је прешла у Белгију, где је заузела Ипр. У октобру, његове јединице су тешким борбама помогле да се обезбеди Антверпен што је омогућило заузимање холандског града Бреде. У априлу 1945. дивизија је завршила борбу у Немачкој, где је заузела Вилхелмсхафен и ослободила логор за ратне заробљенике у ком су биле заробљене многе пољске жене, заробљене од стране нациста након Варшавског устанка. У септембру падобранска бригада под генералом Станиславом Сосабовским се храбро борила у бици код Арнема. Пољска авијација, која се састојала од 15 ескадрила ратних авиона и 10.000 пилота, у потпуности је учествовала у западној офанзиви, као и бродови пољске морнарице.

### Совјетска и пољско-комунистичка победа
Реку Буг су прешли Совјети (1. Белоруски фронт) 19. јула 1944. године, а њихов командант Константин Рокосовски заједно са савезничким пољским снагама упутио се у Варшаву. Док су се приближавали главном граду Пољске, немачке оклопне дивизије су спремале контранапад, док су Пољаци подигли Варшавски устанак. Након што је немачки напад заустављен, Рокосовски је 8. августа обавестио Стаљина да ће његове снаге бити спремне да се упусте у офанзиву против Немаца у Варшави око 25. августа, али није добио одговор. Совјети су обезбедили своје мостове на Висли, и, са Првом пољском армијом, успоставили контролу над источном Варшавом.[z] Ситуација на терену, у комбинацији са политичким и стратешким разматрањима, довела је до совјетске одлуке да се зауставе акције на Висли до краја 1944. године.
Влада у егзилу у Лондону потврдила је да ће Армија Крајова сарађивати са Црвеном армијом на тактичком нивоу, пошто су пољске цивилне власти из Подземне државе преузеле власт на пољској територији под контролом савезника, како би осигурали да Пољска остане независна након рата. Међутим, неуспех операције Темпест и Варшавског устанка створио је услове у земљи за успостављање комунистичке владавине и совјетске доминације. Совјети су изводили хапшења, погубљења и депортације припадника Армије Крајове и чланова Подземне државе, иако су партизани АК генерално били охрабрени да се придруже пољским војскама под вођством комуниста.
У јануару 1945, совјетске и савезничке пољске војске покренуле су масовну офанзиву, са циљем ослобађања Пољске и пораза нацистичке Немачке. Први украјински фронт маршала Ивана Коњева је заузео мост на Висли у Сандомјежу 11. јануара и брзо напредовао на запад, заузимајући Радом, Ченстхову и Кјелце до 16. јануара. Краков је ослобођен 18. јануара, а дан касније Ханс Франк и немачка администрација су побегли из града. Снаге маршала Коњева су затим кренуле према Горњој Шлеској, ослобађајући преостале преживеле из концентрационог логора Аушвица 27. јануара. Почетком фебруара, 1. украјински фронт је стигао до реке Одре у близини Вроцлава.
Сјеверно од Украјинског фронта, 1. Белоруски фронт под маршалом Жуковим стигао је до Одре на рути Лођ-Познањ. Још даље на северу је био 2. Белоруски фронт, којим је командовао маршал Константин Рокосовски. Прва пољска армија борила се заједно са 1. и 2. белоруским фронтовима. Ушла је у рушевине Варшаве 17. јануара, формално ослобађајући град. Познањ је био заузет од стране совјетских формација након крваве битке. У складу са западном офанзивом, али и да би подржала чишћење Источне Пруске и снага ангажованих у бици за Кенигзберг, Прва пољска армија је била упућена на север ка Померанији, где је почела да делује крајем јануара.
Најтеже борбе које су водили Пољаци укључивале су рушење Померанског зида, које су извршиле лоше опремљене Прва пољска армија и Совјети 5. фебруара, током њихове источне померанске офанзиве. Пољаци, којима је командовао генерал Станислав Поплавски, водили су напад на Колбжег, који је завршен 18. марта. Гдињу и Данциг је ослободио 2. белоруски фронт крајем марта, уз учешће Пољске прве оклопне бригаде. Кампања Прве пољске армије се наставила напредовањем на Одри у априлу и доласка до реке Лабе почетком маја.
Другу пољску војску је предводио Карол Швјерчевски у сарадњи са 1. украјинским фронтом. Војници, који су недавно регрутовани, слабо збринути и лоше вођени, напредовали су према Дрездену од 16. априла и претрпели огромне губитке док су се борили у бици код Баутзена. Након тога, Друга армија је учествовала у заробљавању Дрездена, а затим је прешла у Чехословачку да се бори у завршној Прашкој офанзиви, улазећи у град 11. маја.
Пољска армија, под врховном командом Михала Жимјерског, на крају је бројала око 400.000 људи и, помажући да се порази Немачка све до Берлинске битке (елементи Прве пољске армије), претрпела је губитке једнаке онима које је доживела током одбране земље (Према Чубињском). Преко 600.000 совјетских војника погинуло је у борби против немачких трупа у Пољској. У страху од извјештаја о злочинима које су починили Совјети, масе Немаца побегле су у правцу запада.
Према Чубињском, у завршним фазама рата, пољске оружане снаге биле су четврта по величини на савезничкој страни, након војске Совјетског Савеза, Сједињених Држава и Уједињеног Краљевства.

## Пољска је поново успостављена са новим границама и под совјетском доминацијом

### Пољски ратни губици
Тешко је утврдити бројчане оквире људских губитака из Другог светског рата у Пољској. Према званичним подацима пољског завода за ратне репарације (1946.), 644.000 пољских грађана је умрло као резултат војне акције, а 5,1 милиона је умрло као резултат репресија окупатора и политике истребљења. Према Чубињском, Совјетски Савез је био одговоран за смрт око 50.000 особа.
Око 90% пољских Јевреја је нестало, већина оних који су преживели је то учинила бежећи у Совјетски Савез. Процењено је да је 380.000 пољских Јевреја преживело рат. Према процени Централног комитета пољских Јевреја, у Пољској је преживело 50.000 Јевреја. Готово 300.000 Јевреја напустило је Пољску убрзо након рата. Из низа разлога, укључујући антисемитске активности као што је Кјелце погром из 1946., Жидокомунске оптужбе, губитак породица, заједница и имовине, жеља за емиграцијом у Палестину или на другим местима на Западу која су сматрана повољнијим за живот од послератне Пољске, већина преживелих Јевреја су напустили Пољску у неколико фаза након рата. Циљ пољских комунистичких власти био је држава насељена етничким Пољацима, а званичници су често неформално олакшавали одлазак Јевреја.
Највеће губитке међу етничким Пољацима доживели су људи са средњим и вишим образовањем, које су били мета окупатора и од којих трећина или више није преживела. Академици и професионалци су највише патили. Према Кочанском, само је око 10% људских губитака Пољске резултат војне акције, остало је дошло од намерних истребљења, прогона, ратних и окупационих потешкоћа и пратећег уништења. 800.000 Пољака постало је трајно онеспособљено и велики број се није вратио из иностранства, што је додатно смањило људски потенцијал Пољске. 105.000 људи, или око половина војника који су били ангажовани у пољским оружаним снагама на западу, вратили су се у Пољску након рата.[x]
Рат је уништио 38% пољске националне имовине. Значајна већина пољских индустријских постројења и пољопривредне инфраструктуре је изгубљена. Варшава и бројни други градови су углавном били уништени и потребна им је била велика обнова.

### Почеци комунистичке владе
Државно национално веће (КРН), којим је председавао Болеслав Бјерут, основано је у Варшави од стране Пољске радничке странке (ППР) 1. јануара 1944. године. Армија Лудова је била њена војска. Пољски комунистички центри у Варшави и Москви у почетку су деловали одвојено и имали су различите визије о сарадњи са Совјетским Савезом и другим питањима. У пролеће 1944. године, КРН је послао делегацију у Совјетски Савез, где је добио признање Стаљина и две гране су почеле да раде заједно. У интензивним преговорима, две пољске комунистичке групе сложиле су се да оснују Пољски одбор за национално ослобођење (ПКВН), неку врсту привремене владе.
Како су Совјети напредовали кроз Пољску 1944. и 1945. године, немачка управа се распала. Комунистички контролисани ПКВН постављен је у јулу 1944. године у Лублину, првом великом пољском граду у новим границама које су Совјети заузели од нациста, и почео је да преузима управу земље док су се Немци повлачили. Пољска влада у Лондону је формално протестовала због оснивања ПКВН. ПКВН је предводио Едвард Особка-Моравски, социјалиста, и укључивао је и друге некомунисте. Манифест ПКВН објављен је у Хелму 22. јула, што је иницирало кључну аграрну реформу. Пољопривредна реформа, према Норману Дејвису, била је умерена и врло популарна.[b] Комунисти су чинили само малу, али високо организовану и утицајну мањину у формирању и јачању пољског просовјетског кампа, који је укључивао и лидере и фракције из главних политичких блокова као што су аграрни, социјалистички, ционистички, и националистички покрети. Посебно пољска левица, уз значајну подршку лидера сељачког покрета, који су били критични у односу на друге покрете Друге пољске републике, били су склони прихватању совјетских територијалних концепата и позиву на стварање егалитарнијег друштва. Постали су оснажени и започели формирање нове пољске администрације, занемарујући постојеће Подземне државне структуре.
Такозвана Привремена влада Републике Пољске основана је крајем 1944. у Лублину и призната од Совјетског Савеза, Чехословачке и Југославије. Њоме је председавао социјалиста Особка-Моравски, али комунисти су држали већину кључних места. У априлу 1945. привремена влада је потписала споразум о заједничком пријатељству, савезу и сарадњи са Совјетским Савезом.
Крајем 1944. и почетком 1945. године, Пољаци су, са једне стране, замерали Совјетском Савезу и комунизму и плашили се да Пољска постане део Совјетског Савеза, док су са друге стране левичарски ставови били све популарнији међу становништвом. Било је мало подршке за наставак предратне политике.

### Савезничке одлуке
У време Кримске конференције, у фебруару 1945. године, Совјети су били на врхунцу своје моћи, док фронтови у Западној Европи и Италији нису напредовали онолико брзо колико се очекивало. На конференцији су савезници наставили дискусије и неформално финализовали одлуке о послератном поретку у Европи. Черчил и Рузвелт прихватили су Керзонову линију као основу за источну границу Пољске, али се нису сложили са Стаљином о обиму пољске западне експанзије, на рачун Немачке.[n] Пољска ће добити компромисну привремену (до договорених слободних избора) владу националног јединства, укључујући и постојећу комунистичку владу, која се незванично сматрала главном, и прозападне снаге. Постојало је неслагање око питања укључивања лондонске владе у егзилу као главне прозападне фракције у влади националног јединства. Пољска влада у егзилу реаговала је на одлуке са Јалте (за разлику од исхода Техеранске конференције, резултати Јалте су објављени) серијом ватрених протеста. Подземна држава у Пољској, преко свог Већа националног јединства које је деловала скривено, издала је одмеренији и прагматичнији одговор, жалећи се на жртве које су наметнуте Пољској, али очекујући да ће се успоставити представничка влада и обвезати се да ће се прилагодити ситуацији и промовисати „пријатељске“ и мировне односе са Совјетским Савезом. Савет је изразио спремност да учествује у консултацијама које су довеле до формирања владе националног јединства.
Тројна савезничка комисија састављена од пољског представника Вјачеслава Молотовог и бритнских и америчких амбасадора у Москви радила је на саставу пољске владе националног јединства од 23. фебруара, али су преговори убрзо застали због различитих тумачења споразума на конференцији у Јалти. Бивши премијер у изгнанству Станислав Миколајчик, коме су се обратили представници привремене владе под контролом комуниста, одбио је да направи посебан споразум са тим телом, али је 15. априла дао изјаву о прихватању одлука са Јалте.
Због непрестаног неслагања око састава владе националног јединства, Черчил је убедио Миколајчика да учествује на конференцији у Москви у јуну 1945. године, где су се он и други пољски демократи сложили са Стаљином о привременом споразуму (све до избора обећаних ускоро, али без одређеног временског оквира који се даје или чак разматра) искључујући владу у егзилу. Миколајчик је на Западу доживљаван као једини разумни пољски политичар.
На основу разумевања које су у Москви постигле три силе уз Миколајчикове помоћи, Влада националног јединства је конституисана 28. јуна 1945, са премијером Особком-Моравским, и Владиславом Гомуљом и Миколајчиком као потпредседницима. Миколајчик се вратио у Пољску са Станиславом Грабским у јулу и са одушевљењем је поздравио велики број људи у неколико пољских градова. Нову владу су брзо признале Уједињено Краљевство, Сједињене Државе и већина других земаља. Влада, формално коалиција, била је у стварности контролисана искључиво од Гомулкине Пољске радничке партије и других пољских политичара који су били уверени у неизбежност совјетске доминације. Влада је била задужена за одржавање избора и нормализацију ситуације у Пољској. Влада у егзилу у Лондону, коју више нису признавале велике силе, остала је да постоји до 1991. године.

### Прогон опозиције
Прогон опозиције се интензивирао у октобру 1944. године, када су власти ПКВН-а наишле на широко распрострањене проблеме лојалности међу сада војним особљем и другим деловима пољског друштва. Примену комунистичке владавине спровели су НКВД и пољске безбедносне службе, сви подржани масовним присуством Црвене армије у Пољској. Потенцијални политички противници комуниста били су подвргнути совјетским кампањама терора, а многи од њих су ухапшени, смакнути или мучени. Према једној процени, 25.000 људи изгубило је животе у радним логорима које су Совјети отворили већ 1944. године.
Конзерваторску организацију везану за АК познату као НИЕ (скраћеница од "Niepodległość") основао је 1944. године Емил Фиелдорф. Генерал Окулицки је постао њен командант, а НИЕ је наставила постојати након распада АК-а у јануару 1945. године. Њене активности су биле усмерене против комунистичке привремене владе. Међутим, као резултат хапшења Окулицког од стране НКВД-а у марту и прогона, НИЕ је престала да постоји. Делегација оружаних снага за Пољску основана је уместо ње у мају, да би коначно била замењена формацијом за слободу и независност (ВиН), чији је циљ био да организује политички, а не војни отпор комунистичкој доминацији.
Владин делегат Јан Станислав Јанковски, председник Већа националног јединства Казимјерж Пузак и тринаест других лидера Пољске подземне државе позвани су да 27. марта 1945. присуствују разговорима са генералом Иваном Серовим из НКВД-а. Када су стигли сви су ухапшени и одведени у Москву да чекају суђење. Совјети нису обавестили пољску комунистичку привремену владу и западне вође о хапшењу. Британске и Американце је обавестила пољска влада у егзилу. Након закашњеног совјетског признања, они су безуспешно вршили притисак на совјетску владу због ослобађања заробљеника. У јуну 1945. године, у Москви је изведено суђење шеснаесторици. Они су били оптужени за антисовјетску субверзију и били су благо кажњени по совјетским принципима, претпоставља се због текућих преговора о формирању пољске владе и интервенцији Запада. Окулички је осуђен на десет година затвора.
Совјети су опљачкали постнемачку индустријску и другу имовину као и ратне одштете, иако су бивше земље источне Немачке биле под сталном пољском управом.[v] Док су Совјети и просовјетски Пољаци учвршћивали своју контролу над земљом, уследила је политичка борба са потиснутим и мученим опозиционим противницима, праћени малом али брутално вођеном оружаном побуном коју су водили неусаглашени елементи бившег, сада званично распуштеног подземља и националистичког десног крила. Хиљаде побуњеника, чланова ППР и других убијено је пре него што су комунистичке власти ставиле ситуацију под контролу.[r] Према једној процени, у послератном насиљу убијено је око 10.000 припадника антикомунистичког подземља, заједно са 4.500 функционера режима и неколико стотина совјетских војника.
Успостављен је „Демократски блок“ састављен од комуниста и њихових социјалистичких, руралних и урбаних савезника. Пољска народна странка (ПСЛ), која је одбила да се придружи блоку, била је једина легална опозиција, рачунала је на освајање обећаних парламентарних избора. Другим савременим пољским покретима, укључујући националну демократију, санацију и хришћанску демократију, није било дозвољено да функционишу легално и њима су се бавили пољски и совјетски органи унутрашње безбедности.
Западни савезници и њихови лидери, посебно Рузвелт и Черчил, били су критиковани од стране пољских писаца и неких западних историчара за оно што већина Пољака види као напуштање Пољске совјетској власти. Одлуке су донесене на конференцијама у Техерану, Јалти и Потсдаму и у другим приликама које су, према таквим мишљењима, износиле западњачко саучесништво у Стаљиновом преузимању Источне Европе. [a] Према Чубињском, окривљавање западних сила, посебно Винстона Черчила, за „издају“ пољског савезника, „изгледа као потпуни неспоразум“.

### Пољска држава под совјетском контролом
Послератна Пољска била је држава смањеног суверенитета, снажно зависна од Совјетског Савеза, али једина могућа у постојећим околностима и међународно призната. Сарадња пољске левице са Стаљиновим режимом омогућила је очување пољске државе у повољним границама. Доминантна пољска радничка партија имала је строго просовјетску грану, на челу са Бјерутом и бројним интернационалистичким гледиштима, јеврејским комунистичким активистима, и националном граном, која је била вољна да спроведе „пољски пут до социјализма“, на челу са Гомулком.
Према договору савезника на Кримској конференцији, Совјетски Савез је присвојио земље у источној Пољској (Креси всходње, источно од Керзонове линије), претходно окупиране и анексиране 1939. године. Одступањем од Стаљинових територијалних шема,[t] савезници су Пољској надокнадили немачким територијама источно од линије Одра-Ниса, деловима Помераније, Шлеске и Источне Пруске (у пропаганди пољске комунистичке владе то је названо Опорављене територије).[m] Споразум је практично, али у принципу није коначно, завршен на Потсдамској конференцији (17. јул до 2. август 1945).[u] Територија земља је померена на запад и подсећала је на територију средњовековне ране Пјастовске Пољске. Према споразуму из Потсдама, милиони Немаца су протерани и присиљени да преселе своје породице у нову Немачку. Око 4,4 милиона је већ побегло не чекајући Потсдамске декрете (највише током последњих месеци рата), а 3,5 милиона је уклоњено са садашње територије Пољске у периоду од 1945–1949. Дејвис је написао да пресељење Немаца није само чин ратне освете, већ резултат деценијске старе савезничке политике. Руси, као и Британци, сматрали су немачку Источну Пруску производом немачког милитаризма, „корена невоља Европе“, и савезници су намеравали да је искорене.
Нове западне и северне територије Пољске су поново населили Пољаци „пресељени“ из источних региона који су се сада нашли у Совјетском Савезу (2-3 милиона људи) и са других места.[w] Прецизна совјетско-пољска граница била је описана у пољско-совјетском граничном споразуму од 16. августа 1945. Нова Пољска је била 20% мања (за 77.700 km² или 29.900 ми²) у поређењу са границама из 1939. године. Источни слабо развијени региони су изгубљени а западни индустријски региони су добијени, али емоционални утисак многих Пољака био је очигледно негативан. Трансфери становништва укључивали су и премештање Украјинаца и Белоруса из Пољске у њихове совјетске републике. Конкретно, совјетске и пољске комунистичке власти протерале су између 1944. и 1947. скоро 700.000 Украјинаца и Лемкија, пребацујући већину њих у Совјетској Украјини, Украјину, а потом и ширење преосталих група на обновљеним територијама Пољске током операције Висла, чиме се осигуравало да у послератној Пољској не постоје значајне мањине или било које мањинске концентрације. Хиљаде људи убијено је у пратећем сукобу и насиљу. Након рата, многи расељени Пољаци и неки од оних који су живели у Кресију, сада у Совјетском Савезу, нису завршили у Пољској која је поново успостављена 1945. Становништво у оквиру званичних граница Пољске смањило се са 35,1 милиона у 1939. на 23,7 милиона 1946. године.
Западне границе Пољске су ускоро преиспитиване од стране Немаца и многих на западу, док планирана мировна конференција није материјализована јер је Хладни рат заменио ратну сарадњу. Границе Пољске, у пракси је гарантовао Совјетски Савез, који је само повећао зависност лидера пољске владе од њихових совјетских колега.

## Белешке
a.^ According to Davies, the Grand Alliance (Britain, USA and the Soviet Union) decided in the meetings of its three leaders that the unconditional defeat of the Reich was the Alliance's overriding priority (principal war aim). Once this definition was accepted, the two Western powers, having obliged themselves not to withdraw from the conflict for any reason (including pressuring the Soviets), had lost their ability to meaningfully influence Soviet actions.
b.^ The PKWN's land reform decree was issued on 6 September 1944. The Polish communists were reluctant to execute the land reform, which represented a radical departure from old Polish legal systems (they claimed adherence to the 1921 March Constitution of Poland). Polish peasants were reluctant to take over the landowners' possessions. Joseph Stalin summoned to Moscow in late September the KRN and the PKWN leaders, including Bierut and Gomułka, and inquired about the progress of the land reform. The Soviet leader asked how many estates had already been parceled and was very unhappy to find out that the answer was zero. He repeatedly lectured the Polish leaders, appealing to their communist convictions and patriotism. Stalin urged them to start implementing the land reform without any further delay, not to worry excessively about legal proprieties, because it was a revolutionary action, and to take advantage of the fact that the Red Army was still in Poland to help.
c.^ Marshal Rydz-Śmigły made a final radio broadcast to Polish troops from Romania on September 20. He stressed the Polish army's involvement in fighting the Germans and told the commanders to avoid pointless bloodshed of fighting the Bolsheviks.
d.^ All Polish institutions of secondary and higher education were dismantled and remained closed throughout the war. Some managed to continue functioning as an underground activity.
e.^ According to Kochanski, 694,000 Polish soldiers, including 60,000 Jews, were captured by the Germans, and 240,000 by the Soviets.
f.^ Kochanski contradicts Czubiński, stating that the exile government did consider itself at war with the Soviet Union. Sikorski's position was that Germany was the principal enemy and that cooperation with the Soviet Union was conditionally possible. There were rival factions in the government and probably no official proclamations on that issue.
g.^ The British wanted the Polish forces moved to the Middle East because they expected a German offensive in that direction, through the Caucasus. Churchill asked Stalin to permit the Poles to leave the Soviet Union and thanked him when the agreement was secured. Sikorski was opposed to the removal of Polish soldiers from the Soviet Union, but eventually relented. Sikorski wanted Polish armies engaged against Germany in Western Europe, in the Middle East and in the Soviet Union, because of the uncertain outcomes of military campaigns and because of the need for a Polish (government-in-exile affiliated) military force fighting along whichever power would eventually liberate Poland. General Anders, earlier characterized in Soviet internal documents as a loyal pro-Soviet Polish officer (he was a strong supporter of the Sikorski–Mayski agreement of July 1941), by the spring of 1942 became convinced of the inevitability of Soviet defeat. Anders then insisted on taking the Polish formations out of the Soviet Union and opposed Sikorski. Eventually Anders became known for his anti-Soviet views; he demanded a dismissal of the government led by Sikorski, his commander-in-chief. At the time of the decision to remove the Polish army from the Soviet Union, it was not yet apparent that the war with Germany would be resolved mainly by a victorious Soviet westbound offensive on the Eastern Front and that the other war theaters would be relegated to a more peripheral role. In particular, it was not known that Poland would be liberated by the Soviets.
h.^ According to Czubiński, 32,000 Polish soldiers were evacuated, including 6,200 pilots.
i.^ According to Kochanski, a million and a quarter labor prisoners were forcibly taken by the Nazis from the General Government alone. According to Sowa, over 2.5 million Polish citizens were used as forced laborers in Germany and occupied France.
j.^ After the abortive Dieppe Raid in Normandy in 1942, the Allies exercised extra caution and would not risk any more failed operations. In general, the Americans demanded accelerated offensive action in Europe, while the British wanted to delay the landing in France, which they judged impractical for the time being, and focus instead on the much easier to execute Italian Campaign.
k.^ Expecting the arrival of the Red Army, in December 1944 the Nazis at the last moment closed down the Auschwitz slave labor operation, demolished the main compound and force-marched some 60,000 prisoners toward camps in Germany. A smaller number of sick people remained on the premises until the Soviets arrived.
l.^ The Western powers were soon informed of the secret provisions to the treaty, but failed to notify the Polish government.
m.^ The lands expected to be taken from Germany were also considered a restored Polish territory by the Polish Underground State leaders.
n.^ The Polish communists attempted to obtain modifications of the Curzon Line that would result in Poland retaining Vilnius, Lviv and the oil fields of Eastern Galicia. Similar territorial conditions were postulated by the Polish government in London in August 1944, after Prime Minister Mikołajczyk's visit to Moscow. Joseph Stalin decided to satisfy the Lithuanian demands for Vilnius, Ukrainian for Lviv, and to annex for the Soviet Union Eastern Galicia, a region that had never been a part of the Russian Empire.
o.^ The Polish government in exile had to cope with a number of instances of negative media and other publicity. In one particularly damaging case, about one third of the Jewish soldiers in the Polish Army in Britain deserted, claiming antisemitism in the institution. Some of them joined a British corps and some were court-martialed, but eventually granted amnesty by President Raczkiewicz.
p.^ During the 1930s, the relations between the ruling Sanation camp and the various opposition groups and parties were tense, often hostile. From 1938, the growing external threat was clearly perceived by many and there were voices (mainly from the opposition) calling for the formation of a unified Government of National Defense and for taking other steps to promote a defense-minded consolidation of society. The Sanation ruling circle was not inclined to broaden the government's base and in June 1939 ultimately rejected any power-sharing ideas, apparently because they did not believe in the seriousness of German hostile intentions. The delegations that paid visits to President Mościcki and presented petitions on the issue of coalition government and general war preparedness, representing the agrarian and socialist parties and Polish intellectuals, were not well received. The regime did appeal to citizens' patriotism and generosity and several major fund raising efforts, often led by opposition groups and politicians (some of whom returned at that time of danger from political exile), resulted in donations of considerable magnitude, which by and large ended up not utilized.
q.^ In late February 1945, referring to the post-Yalta Conference protests of the Polish government-in-exile, Winston Churchill said the following in the House of Commons: "Let me remind them that there would have been no Lublin Committee or Lublin Provisional Government in Poland if the Polish Government in London had accepted our faithful counsel given to them a year ago. They would have entered into Poland as its active Government, with the liberating Armies of Russia."
r.^ The right-wing anti-communist National Armed Forces (NSZ) stopped cooperating with the AK in November 1944. Being highly antisemitic, they attacked Jewish partisans in German-occupied Poland. They fought the incoming Soviet troops and Polish security forces. The Holy Cross Mountains Brigade of the NSZ avoided the Soviet advance and collaborated with the German military authorities, which made possible its entry into Czechoslovakia in February 1945. As the war ended, the brigade came in contact with the US 3rd Army. The British refused to agree to the brigade's incorporation into the Polish Armed Forces in the West and the brigade was disarmed by the US Army in August.
s.^ According to Andrzej Leon Sowa, between 10,000 and 25,000 civilians and 5,000 Polish soldiers perished during the siege and defense of Warsaw.
t.^ The size of post-war Poland was determined by Joseph Stalin alone, because the Western Allies, as shown by the record of British diplomacy, would not have objected to a much smaller Polish state being established.
u.^  The communist Provisional Government of Poland demanded the establishment of the post-war Polish-German border at the Oder–Neisse line, that is along the Lusatian Neisse (Western Neisse), and, further north, the Oder river. Joseph Stalin indicated his support for the Polish position and the Provisional Government administered the region as soon as it was cleared of the German forces. The American and especially the British governments had a long-standing preference for the border to run further east in its southern portion, along the Nysa Kłodzka (Eastern Neisse) and the upper Oder rivers, which would keep a large portion of Lower Silesia and of the city of Breslau in post-war Germany. At the Potsdam Conference, the delegation of what was now the Polish Provisional Government of National Unity continued lobbying aimed at keeping all of Lower Silesia under Polish jurisdiction, rather than letting some of it be a part of the Soviet occupation zone of Germany. Taking advantage of the British delegation's disruption by the results of the British election, the Americans engaged in dealing with the Soviets on their own. Its outcome, stated in the conference protocols, was that until the final peace settlement, the area all the way west to the Lusatian Neisse would by administered by Poland and not be a part of the Soviet zone of occupation. The planned peace conference never took place and the border has remained where it was provisionally placed in 1945. It was confirmed in the treaties that Poland signed with West Germany in 1970 and with unified Germany in 1990.
v.^ The confiscations stopped after repeated appeals to Vyacheslav Molotov by Jakub Berman and Hilary Minc.
w.^ There was a total of 1,517,983 'repatriates' from the east, according to Halik Kochanski. Others give different figures. Of the several million ethnic Poles living in Kresy, a few million were repatriated to Poland as reestablished within new borders, while perhaps a million stayed in what had become the Soviet territory.
x.^ Most of the soldiers who opted to stay in the West hailed from the eastern Kresy areas annexed to the Soviet Union. The bulk of Anders' Army fell in that category.
y.^ Several thousand Poles fought in the Soviet partisans units. A smaller number of Jews also served there and in the Polish communist Gwardia Ludowa. Jews were rarely admitted into the Polish mainstream and nationalist underground armed organizations.
z.^ The liberation of the Praga right-bank part of Warsaw took over a month of fighting at the cost of eight thousand soldiers killed on each side. After the area was cleared of the Germans in mid-September, General Zygmunt Berling's forces crossed the Vistula and the failed Czerniaków operation (a limited Warsaw Uprising rescue attempt) began.